# おさるのジョージ (テレビアニメ)
『おさるのジョージ』（英: Curious George）は、アメリカの公共放送サービスPBS Kidsで2006年9月4日より放送開始したテレビアニメシリーズ。ハンス・アウグスト・レイ、マーグレット・レイ夫妻原作の同名絵本のアニメ化作品である。
なお、アニメ映画版1作目『おさるのジョージ』はテレビアニメ版に先駆けて2006年2月10日に上映されている。

## 設定
- 街：ジョージと黄色い帽子のおじさんが住んでいる高層アパートが建ち並ぶ街。
- 田舎：黄色い帽子のおじさんの別荘のある地域。付近にはビルが住んでいる。

## スタッフ
- 原作：ハンス・アウグスト・レイ、マーグレット・レイ
- 音楽：ニック・ノラン
- 演出：スコット・ヘミング、アンドレイ・シヴィシロスキ、ジェフ・マクグラス
- ユニバーサルエグゼキュティブプロデューサー：エレン・コックリル
- エグゼキュティブプロデューサー：ジョン・シャピロ、デヴィッド・カーシュナー、ブライアン・グラザー、ロン・ハワード
- スーパーバイジングディレクター：ジェフ・マクグラス
- 監督：スコット・ヘミング、アンドレイ・シヴィシロスキ
- 制作協力：イマジン・エンターテインメント、WGBH ボストン
- 制作：PBS DVD

### 日本語版スタッフ
- 日本語演出：乃坂守蔵
- 翻訳：宮川桜子
- 音声：北浦祥子
- 音楽演出：市之瀬祥一
- 日本語プロデューサー：菊池謙
- 日本語制作担当：杉本ちさと
- 日本語制作：ACクリエイト

## エピソード
米国と日本で放送シーズンや放送順が異なる回がある。
日本ではNHK Eテレで2007年8月6日〜8月10日、12月30日〜12月31日、2008年1月14日に放送され、2008年4月5日からレギュラー放送を開始。当初は土曜の08時00分から8時25分（JST）に放送されていたが、2010年4月より午前8時35分から午前9時00分（JST）の放送になった。また、本編アニメーションの描写は当初2D絵だったが、シーズン7以降は3DCGによるトゥーンレンダリング描写に移行されている。その一方で、オープニングアニメーションの描写は、2Dデジタルアニメ映像のまま継続して放送している。2021年は2020年東京オリンピックの中継のため、放送休止となった。2022年4月8日から2024年3月22日までは金曜19時00分（JST）の放送が追加された。

### シーズン概要
| シーズン | シーズン       | セグメント数   | エピソード数   | 日本           | 日本           | アメリカ合衆国 | アメリカ合衆国 | アメリカ合衆国 |
| シーズン | シーズン       | セグメント数   | エピソード数   | 初回放送日     | 最終放送日     | 初回放送日     | 最終放送日     | ネットワーク   |
| -------- | -------------- | -------------- | -------------- | -------------- | -------------- | -------------- | -------------- | -------------- |
|          | 1              | 60             | 30             |                |                | 2006年9月4日   | 2007年2月23日  | PBS Kids       |
|          | 2              | 40             | 20             | 2009年4月4日   | 2009年8月15日  | 2007年9月3日   | 2008年4月22日  | PBS Kids       |
|          | 3              | 22             | 11             | 2010年4月3日   | 2010年6月5日   | 2008年9月1日   | 2009年2月18日  | PBS Kids       |
|          | 4              | 18             | 9              | 2011年0        | 2011年6月25日  | 2009年9月9日   | 2010年2月15日  | PBS Kids       |
|          | 5              | 20             | 10             | 2012年5月5日   | 2012年7月7日   | 2010年9月6日   | 2008年4月22日  | PBS Kids       |
|          | 6              | 20             | 10             | 2013年5月11日  | 2013年7月13日  | 2011年9月3日   | 2012年4月18日  | PBS Kids       |
|          | 7              | 12             | 6              | 2014年4月5日   | 2014年5月10日  | 2012年12月3日  | 2013年4月24日  | PBS Kids       |
|          | テレビムービー | テレビムービー | テレビムービー |                |                | 2009年11月25日 | 2013年10月28日 | PBS Kids       |
|          | 8              | 12             | 6              | 2015年5月16日  | 2015年6月20日  | 2014年2月10日  | 2014年5月19日  | PBS Kids       |
|          | 9              | 12             | 6              | 2016年4月9日   | 2016年5月14日  | 2014年10月28日 | 2015年4月1日   | PBS Kids       |
|          | 10             | 28             | 15             | 2018年12月1日  | 2019年3月9日   | 2018年9月3日   | 2018年12月3日  | Family Jr.     |
|          | 11             | 29             | 15             | 2019年9月7日   | 2019年12月14日 | 2019年5月6日   | 2019年8月12日  | Family Jr.     |
|          | 12             | 29             | 15             | 2020年9月5日   | 2020年12月12日 | 2020年2月3日   | 2020年2月21日  | Family Jr.     |
|          | 13             | 30             | 15             | 2021年9月18日  | 2021年12月25日 | 2020年7月15日  | 2020年12月11日 | Peacock        |
|          | 14             | 29             | 15             | 2022年10月29日 | 2023年2月11日  | 2021年10月21日 | 2021年10月21日 | Peacock        |
|          | 15             | 28             | 15             | 2023年12月16日 | 2024年3月23日  | 2022年3月18日  | 2022年3月18日  | Peacock        |

### シーズン1
| 通算 | 話数 | 日本語版サブタイトル       | 英語版サブタイトル                                            | 米国での放送日 |
| ---- | ---- | -------------------------- | ------------------------------------------------------------- | -------------- |
| 1    | 1    | たこたこ、あがれ!          | Curious George Flies a Kite                                   | 2006年09月04日 |
| 1    | 1    | 名探偵ジョージ             | From Scratch                                                  | 2006年09月04日 |
| 2    | 2    | ハトさんのおうち           | Curious George's Home for Pigeons                             | 2006年09月05日 |
| 2    | 2    | 数字あわせ                 | Out of Order                                                  | 2006年09月05日 |
| 3    | 3    | ドーナツこわい             | Zeroes to Donuts                                              | 2006年09月06日 |
| 3    | 3    | ポンプはおもい             | Curious George, Stain Remover                                 | 2006年09月06日 |
| 4    | 4    | うきうきボート             | Buoy Wonder                                                   | 2006年09月07日 |
| 4    | 4    | ローラーチーム誕生         | Roller Monkey                                                 | 2006年09月07日 |
| 5    | 5    | ポッポ時計                 | Curious George On Time                                        | 2006年09月13日 |
| 5    | 5    | ウサギとかくれんぼ         | Curious George's Bunny Hunt                                   | 2006年09月13日 |
| 6    | 6    | 料理はサイコー             | Curious George Takes a Job / Curious George Takes Another Job | 2006年09月14日 |
| 6    | 6    | アートに挑戦               | Curious George Takes a Job / Curious George Takes Another Job | 2006年09月14日 |
| 7    | 7    | ドアマンはラクじゃない     | Curious George, Door Monkey                                   | 2006年09月15日 |
| 7    | 7    | イカダにのって             | Curious George Goes Up the River                              | 2006年09月15日 |
| 8    | 8    | コオロギに参った           | Curious George and the Invisible Sound                        | 2006年09月18日 |
| 8    | 8    | むいて、むいて、むいて     | Curious George, A Peeling Monkey                              | 2006年09月18日 |
| 9    | 9    | ワンちゃん大好き           | Curious George, Dog Counter                                   | 2006年09月26日 |
| 9    | 9    | ドングリすくすく           | Squirrel For a Day                                            | 2006年09月26日 |
| 10   | 10   | オタマジャクシはカエルの子 | Curious George Discovers the 'Poles                           | 2006年09月27日 |
| 10   | 10   | まいごの2ひき              | Curious George Finds His Way                                  | 2006年09月27日 |
| 11   | 11   | アヒルさん、いらっしゃい   | Water to Ducks                                                | 2006年09月28日 |
| 11   | 11   | ペタペタくっつく           | Animal Magnetism                                              | 2006年09月28日 |
| 12   | 12   | ドクター・ジョージ         | Doctor Monkey                                                 | 2006年09月29日 |
| 12   | 12   | ガラガラ、ドッカーン       | Curious George the Architect                                  | 2006年09月29日 |
| 13   | 13   | 夜のどうぶつえん           | Zoo Night                                                     | 2006年10月06日 |
| 13   | 13   | おもりは大変!              | Charkie Escapes                                               | 2006年10月06日 |
| 14   | 14   | スペース・モンキー         | Curious George's Rocket Ride                                  | 2006年10月09日 |
| 14   | 14   | 駅長さんは大いそがし       | Curious George, Train Master                                  | 2006年10月09日 |
| 15   | 15   | ビーバーにまけるな         | Curious George and the Dam Builders                           | 2006年10月10日 |
| 15   | 15   | ねらえ ホールインワン      | Curious George's Low High Score                               | 2006年10月10日 |
| 16   | 16   | 星をかぞえて               | Curious George Sees Stars                                     | 2006年10月11日 |
| 16   | 16   | トロフィーがとける!        | Curious George Gets a Trophy                                  | 2006年10月11日 |
| 17   | 17   | レモネードはいかが?        | George Makes a Stand                                          | 2006年10月18日 |
| 17   | 17   | 信号をまもろう             | Curious George Sees the Light                                 | 2006年10月18日 |
| 18   | 18   | すてきなカラーチョコ       | Candy Counter                                                 | 2006年10月19日 |
| 18   | 18   | レスキュー隊、出動！       | Curious George, Rescue Monkey                                 | 2006年10月19日 |
| 19   | 19   | ハンバーガーを作ろう       | The Truth About George Burgers                                | 2006年10月20日 |
| 19   | 19   | まっくらドキドキ           | Curious George in the Dark                                    | 2006年10月20日 |
| 20   | 20   | おじさんのぼうし           | The Clean, Perfect Yellow Hat                                 | 2006年10月23日 |
| 20   | 20   | ミツバチ、ブンブン         | Bee is for Bear                                               | 2006年10月23日 |
| 21   | 21   | ビックリ・パーティー       | Surprise Quints                                               | 2007年01月15日 |
| 21   | 21   | どろんこあそび             | Muddy Monkey                                                  | 2007年01月15日 |
| 22   | 22   | ハワイへ行こう             | Curious George Takes a Vacation                               | 2007年01月16日 |
| 22   | 22   | うなぎをたすけろ           | Curious George and the One That Got Away                      | 2007年01月16日 |
| 23   | 23   | 白い世界へ                 | Ski Monkey                                                    | 2007年01月17日 |
| 23   | 23   | おしごと、おしごと         | George the Grocer                                             | 2007年01月17日 |
| 24   | 24   | 花はどこへ行った           | Keep Out Cows                                                 | 2007年01月18日 |
| 24   | 24   | ここほれワンワン           | Curious George and the Missing Piece                          | 2007年01月18日 |
| 25   | 25   | たのしいキャンプ           | Camping With Hundley                                          | 2007年01月19日 |
| 25   | 25   | 大きくなりたい             | Curious George vs. the Turbo Python 3000                      | 2007年01月19日 |
| 26   | 26   | しんせつなハンドリー       | Housebound!                                                   | 2007年02月19日 |
| 26   | 26   | しんぶんでーす             | Curious George Rides A Bike                                   | 2007年02月19日 |
| 27   | 27   | めざせミュージシャン       | The All Animal Recycled Band                                  | 2007年02月20日 |
| 27   | 27   | 砂のお城                   | The Times of Sand                                             | 2007年02月20日 |
| 28   | 28   | ふしぎな音                 | The Elephant Upstairs                                         | 2007年02月21日 |
| 28   | 28   | へんしーん!                | Being Hundley                                                 | 2007年02月21日 |
| 29   | 29   | コロコロころがる           | George Fixes Betsy's Wagon                                    | 2007年02月22日 |
| 29   | 29   | カメさんのおうち           | Curious George Takes a Dive                                   | 2007年02月22日 |
| 30   | 30   | バランス、バランス         | Unbalanced                                                    | 2007年02月23日 |
| 30   | 30   | 冬ものがたり               | Curious George vs. Winter                                     | 2007年02月23日 |

### シーズン2
| 通算 | 話数 | 日本語版サブタイトル   | 英語版サブタイトル                  | 米国での放送日 |
| ---- | ---- | ---------------------- | ----------------------------------- | -------------- |
| 31   | 1    | とんでとんで           | Up, Up and Away                     | 2007年09月03日 |
| 31   | 1    | くっさーい！           | Skunked                             | 2007年09月03日 |
| 32   | 2    | ともだちをたすけろ!    | Monkey Underground                  | 2007年09月04日 |
| 32   | 2    | ねこちゃんどーこだ     | Cat Mother                          | 2007年09月04日 |
| 33   | 3    | オー・マイホーム!      | Up A Tree                           | 2007年09月05日 |
| 33   | 3    | そのゴミまったー!      | Curious George and the Trash        | 2007年09月05日 |
| 34   | 4    | ♪ドファミラソシレド    | Curious George Gets All Keyed Up    | 2007年09月06日 |
| 34   | 4    | ゴロンゴロン           | Gutter Monkey                       | 2007年09月06日 |
| 35   | 5    | 宇宙でおしごと         | Grease Monkeys in Space             | 2007年09月08日 |
| 35   | 5    | 見えなーい!            | Piñata Vision                       | 2007年09月08日 |
| 36   | 6    | ダブル・ハンドリー     | All-New Hundley                     | 2007年10月09日 |
| 36   | 6    | めいわくコレクション   | Signs Up                            | 2007年10月09日 |
| 37   | 7    | ユニークだぞう         | Color Me Monkey                     | 2007年10月10日 |
| 37   | 7    | ゼロ ワン スリー あれ? | Special Delivery Monkey             | 2007年10月10日 |
| 38   | 8    | オリをやぶれ           | Free Hundley                        | 2007年11月19日 |
| 38   | 8    | やった・ピッタシ!      | Bag Monkey                          | 2007年11月19日 |
| 39   | 9    | カーテンあけて、しめて | Monkey Stagehand                    | 2007年11月20日 |
| 39   | 9    | 妖精になりたい         | The Magic Garden                    | 2007年11月20日 |
| 40   | 10   | 洪水だぁー             | Curious George, Plumber's Helper    | 2007年11月21日 |
| 40   | 10   | 右かな? 左かな?        | Curious George Takes a Hike         | 2007年11月21日 |
| 41   | 11   | ゆかいなぼうし         | The Fully Automatic Fun Hat         | 2007年11月22日 |
| 41   | 11   | ナイトウォーク         | Creatures of the Night              | 2007年11月22日 |
| 42   | 12   | ぶ・き・み             | Scaredy Dog                         | 2008年01月21日 |
| 42   | 12   | 一日は26時間           | Say Goodnight, George               | 2008年01月21日 |
| 43   | 13   | ぴよぴよ橋             | A Bridge too Farm                   | 2008年01月22日 |
| 43   | 13   | ハ～クション!          | Monkey Fever                        | 2008年01月22日 |
| 44   | 14   | さるスパイ00           | Curious George, Spy Monkey          | 2008年01月23日 |
| 44   | 14   | ナイスショット!        | Castle Keep                         | 2008年01月23日 |
| 45   | 15   | スーパーロボット       | Robot Monkey Hullabaloo             | 2008年01月24日 |
| 45   | 15   | にょろにょろ           | Curious George and the Slithery Day | 2008年01月24日 |
| 46   | 16   | くもの巣ペチャ         | Curious George, Web Master          | 2008年02月18日 |
| 46   | 16   | 春よこい               | The Big Sleepy                      | 2008年02月18日 |
| 47   | 17   | イエローパイレーツ     | Curious George Sinks the Pirates    | 2008年02月19日 |
| 47   | 17   | チャリ～ン!            | This Little Piggy                   | 2008年02月19日 |
| 48   | 18   | ひめ、まちがいです     | King Doggie                         | 2008年02月20日 |
| 48   | 18   | やった! ラッキー       | The Lucky Cap                       | 2008年02月20日 |
| 49   | 19   | ス～イスイ             | Curious George, Sea Monkey          | 2008年04月21日 |
| 49   | 19   | てんてこまい農場       | Old McGeorgie Had a Farm            | 2008年04月21日 |
| 50   | 20   | コンサートへようこそ   | Curious George Beats the Band       | 2008年04月22日 |
| 50   | 20   | 大穴だ!                | Hats and a Hole                     | 2008年04月22日 |

### シーズン3
| 通算 | 話数 | 日本語版サブタイトル   | 英語版サブタイトル                 | 米国での放送日 | 出典   |
| ---- | ---- | ---------------------- | ---------------------------------- | -------------- | ------ |
| 51   | 1    | ペンギンさんコンニチハ | Ice Station Monkey                 | 2008年09月01日 | [ 9 ]  |
| 51   | 1    | ニンジンだーいすき!    | The Perfect Carrot                 | 2008年09月01日 | [ 9 ]  |
| 52   | 2    | りんごりんごりんご     | Curious George Meets The Press     | 2008年09月02日 | [ 10 ] |
| 52   | 2    | 夏の雪だるま           | Snow Use                           | 2008年09月02日 | [ 10 ] |
| 53   | 3    | エサやりジャンピー     | For the Birds                      | 2008年09月03日 | [ 11 ] |
| 53   | 3    | ホネホネパズル         | Curious George-asaurus             | 2008年09月03日 | [ 11 ] |
| 54   | 4    | ごちゃまぜ             | Mulch Ado About Nothing            | 2008年09月04日 | [ 12 ] |
| 54   | 4    | とんでけー!            | What Goes Up                       | 2008年09月04日 | [ 12 ] |
| 55   | 5    | あっちだ、こっちだ     | The Amazing Maze Race              | 2008年10月13日 | [ 13 ] |
| 55   | 5    | まっかっか             | The Color of Monkey                | 2008年10月13日 | [ 13 ] |
| 56   | 6    | かぶれたー!            | Man with the Monkey Hands          | 2008年11月28日 | [ 14 ] |
| 56   | 6    | でた、きえた、あれ?    | Whistlepig Wednesday               | 2008年11月28日 | [ 14 ] |
| 57   | 7    | ミミズにょろにょろ     | George Digs Worms                  | 2008年12月01日 | [ 15 ] |
| 57   | 7    | リサイクルはおまかせ   | Everything Old Is New Again        | 2008年12月01日 | [ 15 ] |
| 58   | 8    | おいかけろー!          | Wheels on the Bus                  | 2009年01月16日 | [ 16 ] |
| 58   | 8    | やさいはオイシイ       | Seed Trouble                       | 2009年01月16日 | [ 16 ] |
| 59   | 9    | さあ、何こだ?          | Fun-Ball Tally                     | 2009年02月17日 | [ 17 ] |
| 59   | 9    | あした天気になあれ     | Red Sky at Night, Monkey's Delight | 2009年02月17日 | [ 17 ] |
| 60   | 10   | ながされたー!          | Shipwrecked With Hundley           | 2009年02月18日 | [ 18 ] |
| 60   | 10   | にじのねっこ           | Chasing Rainbows                   | 2009年02月18日 | [ 18 ] |

### シーズン4
| 通算 | 話数 | 日本語版サブタイトル   | 英語版サブタイトル               | 米国での放送日 | 出典   |
| ---- | ---- | ---------------------- | -------------------------------- | -------------- | ------ |
| 61   | 1    | ハクションニャンコ     | Gnocchi The Critic               | 2009年09月09日 | [ 21 ] |
| 61   | 1    | バキュームモンキー     | George Cleans Up                 | 2009年09月09日 | [ 21 ] |
| 62   | 2    | リラックスはつかれる   | Relax!                           | 2010年02月16日 | [ 22 ] |
| 62   | 2    | くんくんくん           | The Box and the Hound            | 2010年02月16日 | [ 22 ] |
| 63   | 3    | こだわりハンドリー     | Night of the Weiner Dog          | 2009年04月22日 | [ 23 ] |
| 63   | 3    | シャッターチャンスだ!  | Animal Trackers                  | 2009年04月22日 | [ 23 ] |
| 64   | 4    | ニャンたらスパゲッティ | George Measures Up               | 2010年04月22日 | [ 24 ] |
| 64   | 4    | ギラギラ               | Something New Under the Sun      | 2010年04月22日 | [ 24 ] |
| 65   | 5    | ユニーク映画館         | Movie House Monkey               | 2010年06月14日 | [ 25 ] |
| 65   | 5    | びっくりマフィン       | Cooking With Monkey              | 2010年06月14日 | [ 25 ] |
| 66   | 6    | ランランラン           | Curious George, Personal Trainer | 2009年09月08日 | [ 26 ] |
| 66   | 6    | わかば隊出発!          | Sprout Outing                    | 2009年09月08日 | [ 26 ] |
| 67   | 7    | ジューシージュース     | Juicy George                     | 2009年11月23日 | [ 27 ] |
| 67   | 7    | しあわせの青いとり     | The Big Picture                  | 2009年11月23日 | [ 27 ] |
| 68   | 8    | おてんばアリー         | George Meets Allie-Whoops        | 2009年10月12日 | [ 28 ] |
| 68   | 8    | ニャンやワンや         | Hundley's Great Escape           | 2009年10月12日 | [ 28 ] |
| 69   | 9    | かぜ菌をやっつけろ     | The Inside Story                 | 2009年12月14日 | [ 29 ] |
| 69   | 9    | ロンリーフィッシュ     | Little Fish, Littler Pond        | 2009年12月14日 | [ 29 ] |
| 70   | 10   | ボクって年少組?        | Guest Monkey                     | 2010年02月15日 | [ 30 ] |
| 70   | 10   | チャレンジチャーキー   | Charkie Goes to School           | 2010年02月15日 | [ 30 ] |

### シーズン5
| 通算 | 話数 | 日本語版サブタイトル        | 英語版サブタイトル              | 米国での放送日 |
| ---- | ---- | --------------------------- | ------------------------------- | -------------- |
| 71   | 1    | ボンゴ ジョージ ボンゴ      | George and Marco Sound It Out   | 2010年09月06日 |
| 71   | 1    | こんにちは赤ちゃん          | A Monkey's Duckling             | 2010年09月06日 |
| 72   | 2    | ゴー ゴーゴー               | Downhill Racer                  | 2011年02月21日 |
| 72   | 2    | 司書のおしごと              | Book Monkey                     | 2011年02月21日 |
| 73   | 3    | いったりきたり              | George's Super Subway Adventure | 2010年09月08日 |
| 73   | 3    | 断水だ!                     | Well Done, George               | 2010年09月08日 |
| 74   | 4    | こんがら交換                | Trader George                   | 2010年09月07日 |
| 74   | 4    | みどり、あお、きいろ、アレ? | One in a Million Chameleon      | 2010年09月07日 |
| 75   | 5    | 全員集合!                   | Monkey-Size Me                  | 2011年02月22日 |
| 75   | 5    | まいごのヨーボー            | Metal Detective                 | 2011年02月22日 |
| 76   | 6    | かっせーかっせー            | George's Home Run               | 2011年04月20日 |
| 76   | 6    | アイス マイルーム           | Monkey On Ice                   | 2011年04月20日 |
| 77   | 7    | 南か北か                    | George-O-Matic                  | 2011年02月23日 |
| 77   | 7    | メーメーメ～!               | Curious George, Sheep Herder    | 2011年02月23日 |
| 78   | 8    | ワンワンウエスタン          | Go West, Young Monkey           | 2011年04月21日 |
| 78   | 8    | ベトナムをめしあがれ        | Meet the New Neighbors          | 2011年04月21日 |
| 79   | 9    | どんぶらこどんぶらこ        | Follow That Boat                | 2011年04月22日 |
| 79   | 9    | さるがたねまきゃ            | Windmill Monkey                 | 2011年04月22日 |
| 80   | 10   | びっくり母の日              | Mother's Day Surprise           | 2011年05月06日 |
| 80   | 10   | めざせコマネチ              | Jungle Gym                      | 2011年05月06日 |

### シーズン6
| 通算 | 話数 | 日本語版サブタイトル         | 英語版サブタイトル                    | 日本での放送日 | 米国での放送日 |
| ---- | ---- | ---------------------------- | ------------------------------------- | -------------- | -------------- |
| 81   | 1    | サル・ウィ・ダンス           | School of Dance                       | 2013年05月11日 | 2011年09月03日 |
| 81   | 1    | うるさいのはコケコッコー     | Curious George Sounds Off             | 2013年05月11日 | 2011年09月03日 |
| 82   | 2    | はたらけはたらけ             | George Buys a Kite                    | 2013年05月18日 | 2011年09月04日 |
| 82   | 2    | おっかげろー                 | Train of Light                        | 2013年05月18日 | 2011年09月04日 |
| 83   | 3    | えー！ブタを100ぴき?         | Auctioneer George                     | 2013年05月25日 | 2011年09月05日 |
| 83   | 3    | ひとりオペラ                 | Sock Monkey Opera                     | 2013年05月25日 | 2011年09月05日 |
| 84   | 4    | おーゆびだぞー               | George and the Giant Thumb            | 2013年06月01日 | 2011年09月07日 |
| 84   | 4    | サルとるサル                 | Shutter Monkey                        | 2013年06月01日 | 2011年09月07日 |
| 85   | 5    | わっ、とんでる!              | Hamster Cam                           | 2013年06月08日 | 2011年09月06日 |
| 85   | 5    | みぃーつけた!                | The Great Monkey Detective            | 2013年06月08日 | 2011年09月06日 |
| 86   | 6    | ボーン・チャリーン・パタパタ | Wind Symphony                         | 2013年06月15日 | 2012年02月21日 |
| 86   | 6    | ぴっかぴカー                 | George and Allie's Automated Car Wash | 2013年06月15日 | 2012年02月21日 |
| 87   | 7    | ありりりりー!                | Feeling Antsy                         | 2013年06月22日 | 2012年02月22日 |
| 87   | 7    | シロップコンコン             | Maple Monkey Madness                  | 2013年06月22日 | 2012年02月22日 |
| 88   | 8    | オンエアまっさかり           | DJ George                             | 2013年06月29日 | 2012年04月16日 |
| 88   | 8    | すなのおえかき               | Curious George Paints The Desert      | 2013年06月29日 | 2012年04月16日 |
| 89   | 9    | ポイポイアート               | Junky Monkey                          | 2013年07月06日 | 2012年04月20日 |
| 89   | 9    | ブルブルジャンピー           | Jumpy Warms Up                        | 2013年07月06日 | 2012年04月20日 |
| 90   | 10   | ニョッキアルデンテ           | No Knowing Gnocchi                    | 2013年07月13日 | 2012年04月18日 |
| 90   | 10   | イルカさん ありがとう        | Here Comes The Tide                   | 2013年07月13日 | 2012年04月18日 |

### シーズン7
| 通算 | 話数 | 日本語版サブタイトル   | 英語版サブタイトル              | 日本での放送日 | 米国での放送日 |
| ---- | ---- | ---------------------- | ------------------------------- | -------------- | -------------- |
| 91   | 1    | カンガルー ピョン!     | Monkey Down Under               | 2014年04月05日 | 2012年12月03日 |
| 91   | 1    | フルフルぼし           | Bright Lights, Little Monkey    | 2014年04月05日 | 2012年12月03日 |
| 92   | 2    | かわうそだーいすっキー | We Otter Be Friends             | 2014年04月12日 | 2012年12月04日 |
| 92   | 2    | おふろでナイト         | Sir George and the Dragon       | 2014年04月12日 | 2012年12月04日 |
| 93   | 3    | にょろにょろむすこ     | Hundley Jr.                     | 2014年04月19日 | 2012年12月05日 |
| 93   | 3    | 風にのって             | Curious George Gets Winded      | 2014年04月19日 | 2012年12月05日 |
| 94   | 4    | ワンがワンツー         | Where's The Firedog?            | 2014年04月26日 | 2013年02月04日 |
| 94   | 4    | ごろごろぺっ           | Toot Toot Tootsie Goodbye       | 2014年04月26日 | 2013年02月04日 |
| 95   | 5    | ハチこちさがして       | Honey of a Monkey               | 2014年05月03日 | 2013年04月23日 |
| 95   | 5    | この子だれの子?        | Curious George's Egg Hunt       | 2014年05月03日 | 2013年04月23日 |
| 96   | 6    | カジカジカジ           | George and Allie's Lawn Service | 2014年05月10日 | 2013年04月24日 |
| 96   | 6    | ガラクタレース         | Curious George's Scavenger Hunt | 2014年05月10日 | 2013年04月24日 |

### シーズン8
| 通算 | 話数 | 日本語版サブタイトル | 英語版サブタイトル             | 日本での放送日 | 米国での放送日 | 出典   |
| ---- | ---- | -------------------- | ------------------------------ | -------------- | -------------- | ------ |
| 97   | 1    | なおしちゃえ         | Toy Monkey                     | 2015年05月16日 | 2014年02月10日 | [ 39 ] |
| 97   | 1    | アリー? あたらない!  | George and Allie’s Game Plan   | 2015年05月16日 | 2014年02月10日 | [ 39 ] |
| 98   | 2    | ギターをつくろう     | Monkey Hoedown                 | 2015年05月23日 | 2014年02月11日 | [ 40 ] |
| 98   | 2    | ここはなんカイダン?  | Curious George Clowns Around   | 2015年05月23日 | 2014年02月11日 | [ 40 ] |
| 99   | 3    | とべ！トリモコン     | George’s Backwards Flight Plan | 2015年05月30日 | 2014年02月12日 | [ 41 ] |
| 99   | 3    | トントンブイブイ     | Curious George, Hog Trainer    | 2015年05月30日 | 2014年02月12日 | [ 41 ] |
| 100  | 4    | 100だー!             | Curious George Goes for 100    | 2015年06月06日 | 2014年05月20日 | [ 42 ] |
| 100  | 4    | あそびの天才         | Fearless George                | 2015年06月06日 | 2014年05月20日 | [ 42 ] |
| 101  | 5    | かがみよかがみ       | Big, Bad Hundley               | 2015年06月13日 | 2014年05月21日 | [ 43 ] |
| 101  | 5    | 自動ストロー         | George's Simple Siphon         | 2015年06月13日 | 2014年05月21日 | [ 43 ] |
| 102  | 6    | ガムペチャロケット   | Red Planet Monkey              | 2015年06月20日 | 2014年05月19日 | [ 44 ] |
| 102  | 6    | マサはどこだ         | Tortilla Express               | 2015年06月20日 | 2014年05月19日 | [ 44 ] |

### シーズン9
| 通算 | 話数 | 日本語版サブタイトル  | 英語版サブタイトル                   | 日本での放送日 | 米国での放送日 |
| ---- | ---- | --------------------- | ------------------------------------ | -------------- | -------------- |
| 103  | 1    | あんこう、ピカ！      | Submonkey                            | 2016年04月09日 | 2014年10月28日 |
| 103  | 1    | みる、きく、クンクン  | Double-O Monkey Tracks Trouble       | 2016年04月09日 | 2014年10月28日 |
| 104  | 2    | ミルクでおやすみ      | Monkey Goes Batty                    | 2016年04月16日 | 2014年10月29日 |
| 104  | 2    | ゆめひこう            | Curious George and the Balloon Hound | 2016年04月16日 | 2014年10月29日 |
| 105  | 3    | ホネやーい            | George's Photo Finish                | 2016年04月23日 | 2014年10月30日 |
| 105  | 3    | ココナツやぎさん      | Monkey Mystery Gift                  | 2016年04月23日 | 2014年10月30日 |
| 106  | 4    | ペタペタハート        | Happy Valentine's Day, George!       | 2016年04月30日 | 2015年02月09日 |
| 106  | 4    | シカさんやめて        | Oh Deer                              | 2016年04月30日 | 2015年02月09日 |
| 107  | 5    | さいくは りゅうりゅう | George's Curious Dragon Dance        | 2016年05月07日 | 2015年03月31日 |
| 107  | 5    | くつくつ、たいへん    | Bowling for Bobolinks                | 2016年05月07日 | 2015年03月31日 |
| 108  | 6    | ジャングルともだち    | Curious George's Amazon Adventure    | 2016年05月14日 | 2015年04月01日 |
| 108  | 6    | おうちはどーっち？    | Monkey Senses                        | 2016年05月14日 | 2015年04月01日 |

### シーズン10
| 通算 | 話数 | 日本語版サブタイトル       | 英語版サブタイトル                     | 日本での放送日 | 米国での放送日 | 出典   |
| ---- | ---- | -------------------------- | -------------------------------------- | -------------- | -------------- | ------ |
| 109  | 1    | とりコーンでます！         | Pop!                                   | 2018年12月01日 | 2018年09月03日 | [ 49 ] |
| 109  | 1    | コワモテコケッコー         | George & Allie's Egg-cellent Adventure | 2018年12月01日 | 2018年09月03日 | [ 49 ] |
| 110  | 2    | みんなでおネンネ           | George's Sleepover                     | 2018年12月08日 | 2018年09月10日 | [ 50 ] |
| 110  | 2    | しむーー！                 | Curious George Goes to the Dentist     | 2018年12月08日 | 2018年09月10日 | [ 50 ] |
| 111  | 3    | モンキーアイス             | Monkey Under Ice                       | 2018年12月15日 | 2018年09月17日 | [ 51 ] |
| 111  | 3    | なべぶたジャン             | George's New Sound                     | 2018年12月15日 | 2018年09月17日 | [ 51 ] |
| 112  | 4    | おこれ ジャンピー          | Chipmonkey                             | 2018年12月22日 | 2018年09月24日 | [ 52 ] |
| 112  | 4    | ネス湖でねえすか？         | Loch Ness Monkey                       | 2018年12月22日 | 2018年09月24日 | [ 52 ] |
| 113  | 5    | ボール いるかい?           | George Lights Up the Night             | 2018年12月29日 | 2018年10月01日 | [ 53 ] |
| 113  | 5    | ホーッホーッ               | George and the Jug Owl                 | 2018年12月29日 | 2018年10月01日 | [ 53 ] |
| 114  | 6    | はんにんは八っちゃん       | Four Hands, Eight Harms                | 2019年01月05日 | 2018年10月08日 | [ 54 ] |
| 114  | 6    | ギイギイ、キーキー         | Oil Saves the Day                      | 2019年01月05日 | 2018年10月08日 | [ 54 ] |
| 115  | 7    | ニッポンさるゆきがっせん！ | Curious George and the Snow Festival   | 2019年01月12日 | 2018年12月10日 | [ 55 ] |
| 116  | 8    | カッパさんじゃないけど     | George Gets Pickled                    | 2019年01月19日 | 2018年10月15日 | [ 56 ] |
| 116  | 8    | 星をみつけに               | Meteor Monkey                          | 2019年01月19日 | 2018年10月15日 | [ 56 ] |
| 117  | 9    | まいごのオウム             | Night at the Amusement Park            | 2019年01月26日 | 2018年10月22日 | [ 57 ] |
| 117  | 9    | つるつるホッケー           | Hockey Monkey                          | 2019年01月26日 | 2018年10月22日 | [ 57 ] |
| 118  | 10   | ひっくりかえって9          | Sleepy Sheep                           | 2019年02月02日 | 2018年10月29日 | [ 58 ] |
| 118  | 10   | ベタベタベタベタベタ       | Gummy Monkey                           | 2019年02月02日 | 2018年10月29日 | [ 58 ] |
| 119  | 11   | 車イスにのったビル         | Bill on Wheels                         | 2019年02月09日 | 2018年11月05日 | [ 59 ] |
| 120  | 12   | あたってドボン！           | A Fair to Remember                     | 2019年02月16日 | 2018年11月12日 | [ 60 ] |
| 120  | 12   | ぜんぶでな～んびき         | The Great Doxie Round-up               | 2019年02月16日 | 2018年11月12日 | [ 60 ] |
| 121  | 13   | 火けしたいけつ             | Muster Monkey                          | 2019年02月23日 | 2018年11月19日 | [ 61 ] |
| 121  | 13   | 止まれ、進め、曲がれ       | Traffic Monkey                         | 2019年02月23日 | 2018年11月19日 | [ 61 ] |
| 122  | 14   | 起きろ～～！               | Curious George and the Wake-up Machine | 2019年03月02日 | 2018年11月26日 | [ 62 ] |
| 122  | 14   | イライライラワンワン       | Healing Hundley                        | 2019年03月02日 | 2018年11月26日 | [ 62 ] |
| 123  | 15   | とんだこそだて             | Pig-headed George                      | 2019年03月09日 | 2018年12月03日 | [ 63 ] |
| 123  | 15   | 出てこないでくだサイ       | Nightmare on N Street                  | 2019年03月09日 | 2018年12月03日 | [ 63 ] |

### シーズン11
| 通算 | 話数 | 日本語版サブタイトル     | 英語版サブタイトル                | 日本での放送日 | 米国での放送日 |
| ---- | ---- | ------------------------ | --------------------------------- | -------------- | -------------- |
| 124  | 1    | ちちんぷいぷい           | Monkey the Magnificent            | 2019年09月07日 | 2019年05月06日 |
| 124  | 1    | ニャニャンがニャンニャン | Curious George: Cat Sitter        | 2019年09月07日 | 2019年05月06日 |
| 125  | 2    | ハイテク ピッ！          | George's High-Tech Sleep Over     | 2019年09月14日 | 2019年05月13日 |
| 125  | 2    | ハッピーウェディング     | The Ring's the Thing              | 2019年09月14日 | 2019年05月13日 |
| 126  | 3    | ピカピカピカ！           | It Was a Dark and Stormy Night    | 2019年09月21日 | 2019年05月20日 |
| 126  | 3    | みんなキレイだワン       | Curious George, Dog Groomer       | 2019年09月21日 | 2019年05月20日 |
| 127  | 4    | うちゅうザルをさがせ！   | In Search of Space Monkeys        | 2019年09月28日 | 2019年05月27日 |
| 128  | 5    | 紙ヒコーキ スーイ        | Fly Paper                         | 2019年10月05日 | 2019年06月03日 |
| 128  | 5    | ポタポタ ストップ！      | Fix-It Monkey                     | 2019年10月05日 | 2019年06月03日 |
| 129  | 6    | ごちゃごちゃランドリー   | All Washed Up                     | 2019年10月12日 | 2019年06月10日 |
| 129  | 6    | カンズボンはいて         | George's Fancy Pants              | 2019年10月12日 | 2019年06月10日 |
| 130  | 7    | カメラOKです             | Lights, Camera, Action!           | 2019年10月19日 | 2019年06月17日 |
| 130  | 7    | しあわせをとどけます     | Pen Pals                          | 2019年10月19日 | 2019年06月17日 |
| 131  | 8    | オレンジぶちゅ！         | Orange Crush                      | 2019年10月26日 | 2019年06月24日 |
| 131  | 8    | おいしいやさいですよ     | Monkey Market                     | 2019年10月26日 | 2019年06月24日 |
| 132  | 9    | バタバタふって           | Your Churn, George                | 2019年11月02日 | 2019年07月01日 |
| 132  | 9    | 巣作りごっこ             | Going Nuts                        | 2019年11月02日 | 2019年07月01日 |
| 133  | 10   | あれこれかだん           | Flower Monkey                     | 2019年11月09日 | 2019年07月08日 |
| 133  | 10   | たまごや～い             | George and the Golden Egg Hunt    | 2019年11月09日 | 2019年07月08日 |
| 134  | 11   | 化石だいはっけん         | Curious Gorge                     | 2019年11月16日 | 2019年07月15日 |
| 134  | 11   | おとをつくろう           | A Sound Story                     | 2019年11月16日 | 2019年07月15日 |
| 135  | 12   | おまたせしました～       | Delivery Monkey                   | 2019年11月23日 | 2019年07月22日 |
| 135  | 12   | こっちをあっち           | Another Mystery Package           | 2019年11月23日 | 2019年07月22日 |
| 136  | 13   | あってますか？           | Monkey Clean, Monkey Do Story     | 2019年11月30日 | 2019年07月29日 |
| 136  | 13   | ひょうたんにカエル       | A River Runs Through It           | 2019年11月30日 | 2019年07月29日 |
| 137  | 14   | おじいちゃんの宝物       | The Lost Treasure of Bugaboo Bend | 2019年12月07日 | 2019年08月05日 |
| 137  | 14   | しっぱいパイ             | Apple Pie of My Eye               | 2019年12月07日 | 2019年08月05日 |
| 138  | 15   | くさいんですけど         | Buggy House                       | 2019年12月14日 | 2019年08月12日 |
| 138  | 15   | ぐるぐるボヨン           | Rubber Band-It                    | 2019年12月14日 | 2019年08月12日 |

### シーズン12
| 通算 | 話数 | 日本語版サブタイトル    | 英語版サブタイトル                      | 日本での放送日 | 米国での放送日 |
| ---- | ---- | ----------------------- | --------------------------------------- | -------------- | -------------- |
| 139  | 1    | ド根性、雪だるま        | For Your Ice Only                       | 2020年09月05日 | 2020年02月03日 |
| 139  | 1    | ビックリ父の日          | George & the Unforgettable Father's Day | 2020年09月05日 | 2020年02月03日 |
| 140  | 2    | しょぼしょボール        | Ball Trouble                            | 2020年09月12日 | 2020年02月20日 |
| 140  | 2    | どっこいしょツリー      | George Saves a Tree                     | 2020年09月12日 | 2020年02月20日 |
| 141  | 3    | ぴちゃん、どこ？        | Leaky Faucet                            | 2020年09月19日 | 2020年02月05日 |
| 141  | 3    | あっパレード            | George Loves a Parade                   | 2020年09月19日 | 2020年02月05日 |
| 142  | 4    | こりゃーあボカド？      | Antonio the Avocado                     | 2020年09月26日 | 2020年02月06日 |
| 142  | 4    | くもつかまえた          | Curious Clouds                          | 2020年09月26日 | 2020年02月06日 |
| 143  | 5    | ネコまねどり            | Cuckoo Cockatoo                         | 2020年10月03日 | 2020年02月07日 |
| 143  | 5    | ポヨポヨ～ン            | A Bunch of Balooney                     | 2020年10月03日 | 2020年02月07日 |
| 144  | 6    | おしごとワンワン        | George and the Guide Dog                | 2020年10月10日 | 2020年02月10日 |
| 144  | 6    | どんぶらこ大作戦        | Whatever Floats Your Boat               | 2020年10月10日 | 2020年02月10日 |
| 145  | 7    | 太陽がマッくら！        | George's Dark Day                       | 2020年10月17日 | 2020年02月11日 |
| 145  | 7    | 葉っパララッパー        | Leaf Raker                              | 2020年10月17日 | 2020年02月11日 |
| 146  | 8    | クンクン、クンクン クン | Blowin' in the Wind                     | 2020年10月24日 | 2020年02月12日 |
| 146  | 8    | コツコツ、イライラ      | George's Noisy New Neighbor             | 2020年10月24日 | 2020年02月12日 |
| 147  | 9    | ジュラシック・ジョージ  | Jurassic George                         | 2020年10月31日 | 2020年02月13日 |
| 148  | 10   | アヒルのおひっこし      | Duck Helper George                      | 2020年11月07日 | 2020年02月14日 |
| 148  | 10   | サルがカメ！            | George's New Home                       | 2020年11月07日 | 2020年02月14日 |
| 149  | 11   | びっくり、しゃっくり    | George Gets the Hiccups                 | 2020年11月14日 | 2020年02月17日 |
| 149  | 11   | ドッキリバケツ          | The Trash Cam                           | 2020年11月14日 | 2020年02月17日 |
| 150  | 12   | 落としましたよ～        | Lost & Found                            | 2020年11月21日 | 2020年02月18日 |
| 150  | 12   | ちぢみ！                | George in His Own Backyard              | 2020年11月21日 | 2020年02月18日 |
| 151  | 13   | もちあげろー！          | Window Dressing                         | 2020年11月28日 | 2020年02月19日 |
| 151  | 13   | どーこだ？              | The Great Treehouse Hoist               | 2020年11月28日 | 2020年02月19日 |
| 152  | 14   | がんめんバッシャ        | Over the Edge                           | 2020年12月05日 | 2020年02月04日 |
| 152  | 14   | ぷっぷのプー            | A Rose by Any Other Name                | 2020年12月05日 | 2020年02月04日 |
| 153  | 15   | ビンゴ山                | Bingo Monkey                            | 2020年12月12日 | 2020年02月21日 |
| 153  | 15   | 新種だいはっけん        | Tyrannosaurus Wrench                    | 2020年12月12日 | 2020年02月21日 |

### シーズン13
| 通算 | 話数 | 日本語版サブタイトル   | 英語版サブタイトル           | 日本での放送日 | 米国での放送日 |
| ---- | ---- | ---------------------- | ---------------------------- | -------------- | -------------- |
| 154  | 1    | 手づくりキャンプ       | Camp George                  | 2021年09月18日 | 2020年07月15日 |
| 154  | 1    | フラフラフープ         | Hoop Dupe                    | 2021年09月18日 | 2020年07月15日 |
| 155  | 2    | うっメエ～！           | A Good Yarn                  | 2021年09月25日 | 2020年08月15日 |
| 155  | 2    | ふれー、ふれー、ゆーき | Snow Monkey                  | 2021年09月25日 | 2020年08月15日 |
| 156  | 3    | ぐるぐるレール         | Basic Training               | 2021年10月02日 | 2020年08月23日 |
| 156  | 3    | びゅうびゅうパワー     | A Winder-er Wonderland       | 2021年10月02日 | 2020年08月23日 |
| 157  | 4    | あれこれカラー         | Twain a Fence and Hard Place | 2021年10月09日 | 2020年08月28日 |
| 157  | 4    | パンパパンパン         | Loafing Around               | 2021年10月09日 | 2020年08月28日 |
| 158  | 5    | どうくつ画 ガーン!     | Spelunkey Monkey             | 2021年10月16日 | 2020年09月07日 |
| 158  | 5    | ひんやりシアター       | The Dive-In Movie            | 2021年10月16日 | 2020年09月07日 |
| 159  | 6    | ハミーはねみぃー       | Hamster                      | 2021年10月23日 | 2020年09月13日 |
| 159  | 6    | ふっふぁー             | Sleepers                     | 2021年10月23日 | 2020年09月13日 |
| 160  | 7    | ぶんぶぶんぶん         | Bee Like Me                  | 2021年10月30日 | 2020年09月19日 |
| 160  | 7    | ボォ～～               | To the Lighthouse            | 2021年10月30日 | 2020年09月19日 |
| 161  | 8    | みーんなでね           | George's Little Library      | 2021年11月06日 | 2020年09月22日 |
| 161  | 8    | ふゆじたく             | Monkeys of a Feather         | 2021年11月06日 | 2020年09月22日 |
| 162  | 9    | 地球にやさしく         | Plastics                     | 2021年11月13日 | 2020年09月29日 |
| 162  | 9    | かくれんぼしーましょ！ | Hide and Go Sheep            | 2021年11月13日 | 2020年09月29日 |
| 163  | 10   | ジーハー ジーハー      | Mush                         | 2021年11月20日 | 2020年11月07日 |
| 163  | 10   | おっきーいとも         | Puppets in the Park          | 2021年11月20日 | 2020年11月07日 |
| 164  | 11   | じゃぶじゃぶスキー     | Water Ski-Daddle             | 2021年11月27日 | 2020年10月28日 |
| 164  | 11   | ビル で メロン         | The Greenhouse Effect        | 2021年11月27日 | 2020年10月28日 |
| 165  | 12   | しわしわフルーツ       | Raisins                      | 2021年12月04日 | 2020年11月01日 |
| 165  | 12   | ハトものがたり         | A Bedtime Story for Compass  | 2021年12月04日 | 2020年11月01日 |
| 166  | 13   | ペタペタペ             | Prints of a Monkey           | 2021年12月11日 | 2020年10月11日 |
| 166  | 13   | しょうばいはんじょう   | Lobby Sale                   | 2021年12月11日 | 2020年10月11日 |
| 167  | 14   | スイスイ、ワンワン     | Hot Dog!                     | 2021年12月18日 | 2020年11月26日 |
| 167  | 14   | ぴょん チュウ にょろ   | George and the Beat          | 2021年12月18日 | 2020年11月26日 |
| 168  | 15   | ブヒブヒ、スイスイ     | Swimspiration                | 2021年12月25日 | 2020年12月11日 |
| 168  | 15   | おうち博物館           | Museum of George             | 2021年12月25日 | 2020年12月11日 |

### シーズン14
| 通算 | 話数 | 日本語版サブタイトル         | 英語版サブタイトル                    | 日本での放送日 | 米国での放送日 |
| ---- | ---- | ---------------------------- | ------------------------------------- | -------------- | -------------- |
| 169  | 1    | ジョージのパーフェクト・ピザ | George Makes Pizza                    | 2022年10月29日 | 2021年10月21日 |
| 169  | 1    | むしゃむしゃ虫               | Ladybugs!                             | 2022年10月29日 | 2021年10月21日 |
| 170  | 2    | ブヒブヒきょうそう           | A Pig, A Pup, and a Monkey            | 2022年11月05日 | 2021年10月21日 |
| 170  | 2    | すくすくランラン             | Y'Orchid-ing Me?                      | 2022年11月05日 | 2021年10月21日 |
| 171  | 3    | 雪のレインボー・ヒル         | Monkey Hill                           | 2022年11月12日 | 2021年10月21日 |
| 171  | 3    | フラミンゴーゴー！           | Ready, Set, Flamin-go!                | 2022年11月12日 | 2021年10月21日 |
| 172  | 4    | ジョージの砂漠マップ         | George of the Desert                  | 2022年11月19日 | 2021年10月21日 |
| 172  | 4    | ザラスベゲーム？             | The Texture Game                      | 2022年11月19日 | 2021年10月21日 |
| 173  | 5    | レシピはうたう               | The Sounds of George                  | 2022年11月26日 | 2021年10月21日 |
| 173  | 5    | 渡りはチョウたのしい         | Better Butterflying                   | 2022年11月26日 | 2021年10月21日 |
| 174  | 6    | パンケーキこわ～い           | The Tale of the Frightening Flapjacks | 2022年12月03日 | 2021年10月21日 |
| 174  | 6    | ハッピー キイロウィーン      | Happy Yello-Ween                      | 2022年12月03日 | 2021年10月21日 |
| 175  | 7    | ぼうしいるか                 | Dolphin with the Yellow Hat           | 2022年12月10日 | 2021年10月21日 |
| 175  | 7    | 犬のおんがえし               | Dog’s Day Off                         | 2022年12月10日 | 2021年10月21日 |
| 176  | 8    | わがままラバ                 | Mule Feathers                         | 2022年12月17日 | 2021年10月21日 |
| 176  | 8    | スタンピーのレストラン       | George Serves It Up                   | 2022年12月17日 | 2021年10月21日 |
| 177  | 9    | おさるのギョギョギョ         | Monkey Parade                         | 2022年12月24日 | 2021年10月21日 |
| 177  | 9    | ペットホテルへようこそ       | George and Allie’s Pet Hotel          | 2022年12月24日 | 2021年10月21日 |
| 178  | 10   | ドッグハウスはクール         | George in the Doghouse                | 2023年01月07日 | 2021年10月21日 |
| 178  | 10   | 時はパズルなり               | Time Is Puzzling                      | 2023年01月07日 | 2021年10月21日 |
| 179  | 11   | キラキラ星み〜つけた         | Aiming for the Stars                  | 2023年01月14日 | 2021年10月21日 |
| 179  | 11   | ぶくぶく火山                 | George vs. the Volcano                | 2023年01月14日 | 2021年10月21日 |
| 180  | 12   | たいへんボタン               | In Case of Emergency                  | 2023年01月21日 | 2021年10月21日 |
| 180  | 12   | イタチごっこ                 | George’s BFF                          | 2023年01月21日 | 2021年10月21日 |
| 181  | 13   | お宝はっけん                 | George’s Geode Jamboree               | 2023年01月28日 | 2021年10月21日 |
| 181  | 13   | おさるのバーバー             | The Man with the Yellow Hair          | 2023年01月28日 | 2021年10月21日 |
| 182  | 14   | もうやっトレイン！           | The Great Train Birthday              | 2023年02月04日 | 2021年10月21日 |
| 183  | 15   | フライング・パイ？           | George’s Fly Disk Debacle             | 2023年02月11日 | 2021年10月21日 |
| 183  | 15   | クンクン対決                 | Hundley’s Truffle Trouble             | 2023年02月11日 | 2021年10月21日 |

### シーズン15
| 通算 | 話数 | 日本語版サブタイトル   | 英語版サブタイトル                | 日本での放送日 | 米国での放送日 | 出典   |
| ---- | ---- | ---------------------- | --------------------------------- | -------------- | -------------- | ------ |
| 184  | 1    | くっつかザル           | George Gets Slimed                | 2023年12月16日 | 2022年03月18日 | [ 73 ] |
| 184  | 1    | たのしーソー           | Seesaw Saturday                   | 2023年12月16日 | 2022年03月18日 | [ 73 ] |
| 185  | 2    | ワンニャンかくれんぼ   | Curious George and the Lost Puppy | 2023年12月23日 | 2022年03月18日 | [ 74 ] |
| 185  | 2    | ニコニコニョッキ       | Gnocchi's Purr-fect Day           | 2023年12月23日 | 2022年03月18日 | [ 74 ] |
| 186  | 3    | おさるの騎士(ナイト)   | A Knight to Remember              | 2023年12月30日 | 2022年03月18日 | [ 75 ] |
| 187  | 4    | キーがきかない         | Locked Out                        | 2024年01月06日 | 2022年03月18日 | [ 76 ] |
| 187  | 4    | さるも木になる?        | Bark Suit!                        | 2024年01月06日 | 2022年03月18日 | [ 76 ] |
| 188  | 5    | あっちこっちクッキー   | Count on George to Deliver        | 2024年01月13日 | 2022年03月18日 | [ 77 ] |
| 188  | 5    | ファミリーだぞう       | The Baby Elephant                 | 2024年01月13日 | 2022年03月18日 | [ 77 ] |
| 189  | 6    | 雪男はっけん!?         | Leaf it to George                 | 2024年01月20日 | 2022年03月18日 | [ 78 ] |
| 189  | 6    | チョキチョキどうぶつ   | Cutting Hedge Technology          | 2024年01月20日 | 2022年03月18日 | [ 78 ] |
| 190  | 7    | おまけの日             | Bonus Day                         | 2024年01月27日 | 2022年03月18日 | [ 79 ] |
| 190  | 7    | ブラボー!ジョージ      | Understudy George                 | 2024年01月27日 | 2022年03月18日 | [ 79 ] |
| 191  | 8    | わいわいハワイ         | Hawai'i                           | 2024年02月03日 | 2022年03月18日 | [ 80 ] |
| 192  | 9    | おかげさまさま         | Sneaky Shadow                     | 2024年02月10日 | 2022年03月18日 | [ 81 ] |
| 192  | 9    | べんりグッズはいかが?  | Peddlers                          | 2024年02月10日 | 2022年03月18日 | [ 81 ] |
| 193  | 10   | ラブ・サイクリング     | Chef Rides a Bike                 | 2024年02月17日 | 2022年03月18日 | [ 82 ] |
| 193  | 10   | かおでイエ〜イ!        | Face Painting                     | 2024年02月17日 | 2022年03月18日 | [ 82 ] |
| 194  | 11   | ナイスシューリ!        | Monkey Mechanic                   | 2024年02月24日 | 2022年03月18日 | [ 83 ] |
| 194  | 11   | ウミウマってどんな馬?  | Seahorses and Wee Horses          | 2024年02月24日 | 2022年03月18日 | [ 83 ] |
| 195  | 12   | ごちゃまぜゲーム       | George Bowls a Hole in One        | 2024年03月02日 | 2022年03月18日 | [ 84 ] |
| 195  | 12   | 天才ピアニストあらわる | Virtuoso George                   | 2024年03月02日 | 2022年03月18日 | [ 84 ] |
| 196  | 13   | まちのいなか           | Country in the City               | 2024年03月09日 | 2022年03月18日 | [ 85 ] |
| 196  | 13   | カビカビはえろ!        | Stinky Cheese                     | 2024年03月09日 | 2022年03月18日 | [ 85 ] |
| 197  | 14   | あめあめ、ふれふれ     | George and the Rain               | 2024年03月16日 | 2022年03月18日 | [ 86 ] |
| 197  | 14   | おかあさんはだれ?      | George's Pigeon Predicament       | 2024年03月16日 | 2022年03月18日 | [ 86 ] |
| 198  | 15   | スロ〜でござる         | Sloth                             | 2024年03月23日 | 2022年03月18日 | [ 87 ] |
| 198  | 15   | おさるのキンコンカン   | Saved by the Bells                | 2024年03月23日 | 2022年03月18日 | [ 87 ] |

### テレビムービー
| 日本語版サブタイトル     | 英語版サブタイトル                | 米国での初回放送日 |
| ------------------------ | --------------------------------- | ------------------ |
| 早くこいこい、クリスマス | A Very Monkey Christmas           | 2009年11月25日     |
| わくわくアドベンチャー   | Curious George Swings Into Spring | 2013年4月22日      |
| おばけ伝説のなぞ         | A Halloween Boo Fest              | 2013年10月28日     |

## 登場人物
キャラクター名の表記は、左側は日本語名で右側のカッコ内は英語名。声優の表記は、左側は日本語吹替で右側は原語。

### 主要人物
2012年頃から字幕放送を実施。色はジョージが黄色、黄色い帽子のおじさんが水色、語りが緑色。
語り
声 - 岩崎良美／ウィリアム・H・メイシー→リノ・ロマノ
ナレーションとして、時々ジョージや他の動物の気持ちなどを代弁していることもある。また、本作の主題歌を歌っている。
ジョージ（Curious George）
声 - フランク・ウェルカー（原語版流用）
主人公である子ザル。ベッツィーやマーガレットおばさんなどに彼と呼ばれていることから、性別は雄である。元はアフリカのジャングルに住んでいたが、現在は黄色い帽子のおじさんに飼われている。
好奇心旺盛・知りたがり（curious）で、色んなものに興味を示す。悪意はないが、色々な遊びに夢中になるうちに説明や注意をよく聞かないまま行動することがある。また、禁止事項を教わってもすぐに忘れてしまう。そのため、結果的に物を壊したり、場を台無しにするといったトラブルに発展してしまう。しかし、その度に試行錯誤を繰り返して元に戻したり、盗んでいた物を持ち主に返したり、時には以前の状態より良い結果を生むこともあり、周りの人々からも「よくやった」などと褒められる展開となる。
幼稚園年長～小学校低学年程度の知能を持っていて、人間の言葉をある程度理解していたり、簡単な数を数える事もできる。対してジョージが周りの人間と会話する時は、鳴き声や表情とジェスチャーで意思疎通を図っている。表情豊かで喜んだり落ち込んだり、ホッとした時は手でおでこの冷や汗を拭って「シュー（元のアニメの吹き替えによるもの）」などと言っている。手先が器用で、筆やペンなどで簡単な絵を描いたり、セロハンテープやはさみなどを使って工作したりできる。また、両利きである。
作中ではアフリカ生まれと説明されているが、どんな種類のサルかは不明。普通のサルと違って尻尾はない。普段は二足歩行をするが、走る時に四本足を使うことがある。そして、ジョージの身長は60㎝である。
黄色い帽子のおじさん（The Man with the Yellow Hat / Ted Shackleford）
声 - 原康義／ジェフ・ベネット
ジョージの飼い主。映画版では、本業は博物館の学芸員で、名前はテッド・シャックルフォード。トレードマークは黄色い鍔広の帽子（ピスヘルメットまたはキャンペーンハット）で、背広もネクタイも黄色い物を好んで着ている。車も黄色のオープンカー。子供の頃に青い帽子と青いシャツ、さらに赤い半ズボン（おばあちゃんからもらった）を着せられたことがあった。しかし、好みではなかったのか、黄色い帽子のおじさんは「これ以降、黄色い物を身につけるようになった」と語っている。物置の片付けの時に初めて被った黄色の帽子を見つけ「絶対に、捨てられない」と、物を捨てられない性格でもある。非常識で突拍子もないジョージの行動に手を焼くこともあるが、ジョージの一番の良き理解者であり、親のような存在である。基本的にのんびりした性格で心が寛大であり、ジョージが少々失敗しても笑って許してくれる。ジョージが家の米を牛乳パックに入れてマラカスにした時も「買い物に行ってくるよ。米がなくて。家の米がなくて知っているか？」と聞いてジョージが申し訳なさそうに米の入ったマラカスを見せると、察してマラカスを振り「米は食べるのも良いが、楽器にしても良いんだな！買ってくる！」と、全く怒ることはなかった。(シーズン8 ｢ギターをつくろう｣より)ジョージのいたずらでお気に入りの黄色い帽子に穴を開けられたり、家中をメチャクチャにされても驚くことはあるが、決して怒るシーンはない。とはいえジョージが家中の物を庭に埋め、大切なレポートまで埋まられてしまっていた時に大声で「ジョージ！」と叫び、ナレーションで「これは長い説教の時」とあるので、全く怒らないという訳ではない模様。(シーズン1 ｢ドングリすくすく｣より)
日本語版の一人称は、主に「私」だが、目上の人物には「僕」を使うこともある。
普段は高層アパートに住んでいる。近くに牧場や公園などがある自然豊かな緑に囲まれた郊外に別荘を持っていて、一週間ごとにジョージと行き来している。
豚さんの置物をコレクションしている。
口癖は「いい子にしているんだぞ。」
チューバやギター、ホルンが弾ける。蛙の声真似をすることができる。料理を振る舞う。ジョージを助けるためにグライダー飛行をしたり、乗馬しながら投げ縄をするなど、身体能力が高いことが窺える。
好きな動物はカンガルー。
土木工事やジェットコースターの設計をしてきたという快活な叔母がいる。

### 街に住む人々
ドアマン（The Doorman）
声 - 境賢一／レックス・ラング
ジョージとテッドが暮らすマンションのドアマン。赤い制服を着ていて帽子を被っている。頭はスキンヘッド。犬のハンドリーと鳩のコンパスの飼い主。ドロシーと言う名前の妹がいる。
劇場のロビーを見て、感激したことをきっかけにドアマンになった。
シェフのピスゲッティ（Chef Pisghetti）
声 - 宝亀克寿・岩崎ひろし(16話「トロフィーがとける!」、19話「ハンバーガーを作ろう」、30話「バランス、バランス」)／ジム・カミングス
イタリア料理屋のシェフ。ニョッキの飼い主で、ニョッキを溺愛しており、「お姫様」と呼んでいる。また、ニョッキの味覚を信頼している。店の屋上で育てた野菜を料理に使用しているが、畑が狭くなったため、ジョージたちの住むマンションの屋上にも畑を作らせてもらっている。
料理の腕は一流で、黄色い帽子のおじさんは彼のラビオリが好物。
だが、情緒不安定なところがあり、事あるごとに店を閉めようとするばかりか、料理人を辞めようとすることすらある。
ネッティ（Netti）
声 - 磯辺万沙子／スーザン・サイロ
ピスゲッティの妻。夫の料理の腕を信頼している一方、悲観的な性格にあきれている。
ワイズマン博士（Professor Wiseman）
声 - 土井美加／ロロンダ・ワッツ
女性研究者。メガネをかけている。黄色い帽子のおじさん曰く「天才」。だが、天才ゆえか、ジョージや黄色い帽子のおじさんには詳細を告げずに実験や研究に参加させることが度々ある。研究対象は遺跡発掘や恐竜、宇宙など幅広い。料理は苦手だが、理由は感覚で料理はするものだと思い込んでいただけで、料理本という設計図を元に作ると知ってから作れるようになる回がある。
運動があまり好きではなく、「運動なんかする時間があれば化学を選ぶ」と言う。
マーリーンという名前の妹がいる。
アルヴィン・アインシュタイン博士（Dr.Alvin Einstein）
声 - 青山穣／ジェフ・ベネット
宇宙探査から海底探査まで幅広く研究している博士。なぜか1学芸員にすぎないはずの黄色い帽子のおじさんに宇宙探査などの重要な仕事を依頼している。おっちょこちょいなところがあり「定員1名の宇宙船のドアを外側から開くボタンをつけ忘れる」「火星探査機の操作システムに食べ終わったガムを捨てて不具合を起こす」などのトラブルを引き起こす。
ピザ教授と行動を共にしていることが多い。
アンソニー・ピザ教授（Professor Anthony Pizza）
声 - 多田野曜平・田村勝彦(14話「スペース・モンキー」)／フランク・ウェルカー
アインシュタイン博士とペアを組んでいる。アインシュタイン博士から誕生日プレゼントを貰ったが、貰っていないと発言する。お互いにおっちょこちょいな性格。アインシュタイン博士と共に黄色い帽子のおじさんやジョージを頼りにしている。
科学賞を受賞し、バタースコッチでできたメダルを貰うが、そのメダルを別の科学者に食べられてしまう夢をよく見る。
スティーブとベッツィー（Steve and Betsy）
声 - 亀井芳子／エリザベス・デイリー（スティーブ）、細野雅世・小島幸子（70話「チャレンジチャーキー」）／グレイ・デリスル（ベッツィー）
小学生の兄妹。スティーブは5年生、ベッツィーは3年生。いつも2人で遊んだり、飼い犬のチャーキーの散歩をするなど、ほとんど一緒に行動している。兄はお調子者ですぐふざけるので、妹がいさめる役目となっているが、幼さもあり、兄のペースに乗せられることもある。
マーガレットおばさん（Aunt Margaret）
声 - つみきみほ／B.J.ウォード
スティーブとベッツィーのおば。
とても寛大な性格な女性で、ジョージによって庭をめちゃくちゃにされても、ジョージがピニャータを上手く出来なくて落ち込んでいると甥のスティーブに慰め役をさせる。
スティグ（Stig）
声 - 多田野曜平／フランク・ウェルカー
消防士。メガネをかけた男性職員。
ベジタリアンで、肉を食べない。
ステュー（Stew）
声 - 伊丸岡篤／ジェフ・ベネット
消防士。黒人の男性職員。
アンディ（Andie）
声 - 林真里花／エリザベス・デイリー
消防士。女性職員。
サム（Sam）
声 - 嶋田翔平／チャーリー・シュラッター
消防士。新米の男性職員。
グラス（Mr. Glass）
声 - 五王四郎／ロブ・ポールセン
マンション「ガラスの城」所有者。他にも様々な建物を建設、所有している。ユニークなものが好き。
作中、一番の金持ちであり、ユニークな物に金の糸目をつけない。ジョージがオークションで100ドルで買った像を模したのを編み込んだミトンを「アレが買えるならいくらでも出す！」と言う。自身がユニークで良いと思えるバンドにステージを作る。廃館の映画館をジョージたちによるユニークな上映に喜び買い取るなど、ユニークな物に果てしない気前の良さを発揮する。だが、ユニークでない物やユニークを邪魔することに対しては、冷たい態度を取る。
ベイカー先生（Dr. Baker）
声 - 銀河万丈／ケビン・マイケル・リチャードソン
病院の先生。
リディア（Lydia）
声 - 沢海陽子、林真里花／エディ・マックラーグ
ジョージたちの住む高層アパートの裏にあるビルのドアウーマン。
仕事としてはジョージたちの住む高層アパートのドアマンと競ったりもする。その対比のためか、飼っているのは猫のエルシーである。
ケイリー（Cayley）
声 - 小島幸子／カリ・ウォールグレン
デパートにあるチョコショップの経営者。チョコを補充する為に、ジョージに店の代理を頼ませた事がある。
マルコ（Marco）
声 - 大原桃子→濱口綾乃／グレイ・デリスル
プラザ・デル・ソル地区に住むメキシカンの8歳の男の子。家族でバンド「ロボス・デ・プラータ」を組んでいる。得意料理はトルティーヤ。宝物は銀のオオカミ。
マリッツァ（Maritza）
声 - 内田晴子／シルビア・ヴィラグラン、
マルコの母。
ルイス（Luis）
声 - 柴本浩行／ヘクター・エレーラ、クリスチャン・ランツ
マルコの父。
セシリア（Cecilia）
声 - 恒松あゆみ／ジャクリーン・オブラドース
マルコの姉。
フェリックス（Felix）
声 - なし
マルコのおじ。
ダルソン夫妻
声 - 境賢一、佐藤晴男（4話「ローラーチーム誕生」、早くこいこい、クリスマス）（夫）・亀井芳子、野々村のん、長尾明希（97話「なおしちゃえ」）（妻）／ロブ・ポールセン（夫）、デビ・デリーベリー（妻）
おもちゃ屋を営んでいる。
ズーベル（Mr. Zoobel）
声 - 後藤敦／カルロス・アラズラキ
ジョージと黄色い帽子のおじさんの部屋の上の階に住むアーティスト。動物の足跡で絵を描いている。スカンクのジェフリー、ヘビのブルーノ、ネズミのベンジーとウィリーを飼っている。
熱帯植物を育てている。
アーガー（Mr. Auger）
声 - 横島亘／ジェフ・ベネット
水道屋。
リロー（Mr. Reloj）
声 - たてかべ和也（5話「ポッポ時計」）・境賢一（42話「一日は26時間」）・後藤哲夫（早くこいこい、クリスマス）／ロブ・ポールセン
時計屋。
早くこいこい、クリスマスでは、時の精霊としてテッドの夢の中に登場した。
グエン・マイ（Mai）
声 - 久野美咲／ローレン・トム
ベトナム食材店を営む一家の娘。
グエン・クワン・アン（Mr. Nguyen）
声 - 永井寛孝／ティム・ダン
マイの父
グエン・ホワ（Mrs. Nguyen）
声 - 亀井芳子／ローレン・トム
マイの母。
リリー（Lily）
声 - 日高のり子／ディオンヌ・クアン
チャイナタウンに住んでいる少女。
食料雑貨品店の主人（The Grocer）
声 - 茶風林→遠藤純一／ロブ・ポールセン→クライド・クサツ
店の名前はシティマーケット。
食料雑貨品店の息子（Grocer's Son）
声 - 細谷佳正・疋田高志（早くこいこい、クリスマス）／ジェームズ・シー
父親からは信頼されていて、息子が買い物で不在の時は、もう1本手が欲しいと思っている。袋詰め大会に毎年出場しているが、ラージマートに3年負けている。この年の大会は捻挫で欠場した。
ドーナツ夫人（Mrs. Donuts）
声 - 田野めぐみ／キャンディ・ミロ
ドーナツ屋の店員。ジョージの家にドーナツ100ダースを届けた。
サリー・テッシオ（Sally Tessio）
声 - 雨蘭咲木子／キャンディ・ミロ
料理評論家。
ネットイエ（Mr.Nettoyez）
声 - 前野智昭・佐々木健／ボブ・バーゲン
クリーニング屋。
ラジ・デサイ博士（Dr.Raj Desai）
声 - 斎藤志郎／ジョーヘル・コールマン
他所の博物館から借りていた2体の恐竜の化石を発掘した。骨格を組み立てる際、ジョージが頭蓋骨を逆に取り付けようとしたが、頭蓋骨の取り付けは実際に逆であった。
クロポーツニック（Ms. Klopotznick）
声 - ?／パット・ミュージック
花瓶を頼んでいたが、その花瓶にあるトウワタのアレルギーだった。
ジェリー（Jerry）
声 - 林真里花／?
害虫駆除業者。
ガズンド先生（Dr.Ghesund）
声 - をはり万造／ディー・ブラッドリー・ベイカー
病院の先生。ゲームに夢中で時間を忘れ、診察を忘れてしまう。
グウェン
声 - 鍋井まき子／デビ・デリーベリー
ペットシェルターの女性。金髪の方。
シスリー（Sisley）
声 - タルタエリ／クリー・サマー
ペットシェルターの女性。黒人の方。
ロドニー（Rodney）
声 - 澤田将考／ジェフ・ベネット
ラージマートと言う店の店員で、悪ガキ。袋詰め大会に毎年出場していて、シティマーケットは3年負けている。シティマーケットの息子が腕を捻挫した為、ジョージがピンチヒッターとして出場し、ロドニーは敗北した。
デューイ（Mrs.Dewey）
声 - 海本きくえ、反町有里／パット・ミュージック
子供図書室の司書。
ハウリング・ハル（Howlin' Hal）
声 - 坂詰貴之／レイ・ポーター
ラジオMC。
ボニー・スムース（Bonnie Smooth）
声 - 平野文／キーリー・スミス
ジャズシンガー。
アール（Earl the Janitor）
声 - 落合弘治／ディー・ブラッドリー・ベイカー
ラジオ局の管理人。
ポッパー（Mr.Popper）
声 - 浦山迅／ケビン・マイケル・リチャードソン
公園でポップコーン売り場をしている。
ピックフォード（Mrs.Pickford）
声 - 堀越真己／ジェーン・カー
マンションに住んでいる老年の女性。サングラスをかけている。
ジェンキンス（Mr.Jenkins）
声 - 境賢一／フィル・ラマール
マンションの101号室に住んでいる男性。本を無くしていた。
スタンプ（Mr.Stamp）
声 - 多田野曜平・境賢一／フランク・ウェルカー
貴重な陶器や切手を集めている。
ランス・リブロ（Mr.Lance Libro）
声 - 境賢一／？
大きな本屋を経営している。
ラフウィーク（Mr.Roughweek）
声 - 境賢一・中田賢太（129話「カンズボンはいて」）／ジェフ・ベネット
飛行船を所有している。
ニルグイーニ（Nilguini）
声 - 立川三貴／ノーラン・ノース
ピスゲッティの従兄弟。ピスゲッティ曰く、何やっても天才で、ピスゲッティは泥のパイ作りに自信があったが、ニルグイーニの作るパイはレベルが違った。
ケン（Officer Ken）
声 - 乃村健次／ティム・ダン
巡査。公園の土を掘り起こしたジョージを注意する。
エンリケおじさん（Uncle Enrique）
声 - 丸山壮史／ミゲル・サンドバル
トラック運転手。マルコとは顔見知り。
ゼイニー船長（Captain Zany）
声 - 後藤哲夫（25話「大きくなりたい」）・石住昭彦（117話「まいごのオウム」以降）／フランク・ウェルカー
ゼイニーアイランドの船長。
217号室の住民
声 - 山口勝平／
サインボールの商売をしている青年。
ハスレイン博士（Dr. Haslain）
声 - 立川三貴（41話「ゆかいなぼうし」）、五王四郎（56話「かぶれたー！」）／ジェフ・ベネット
髪型がリーゼントの博士。
フォービン博士（Dr. Forbin）
声 - 辻新八（41話「ゆかいなぼうし」）、境賢一／レックス・ラング
眼鏡をかけた白髪の博士。テッドの資料を見たがっていた。
レヴィット博士（Dr. Levitt）
声 - 宮寺智子（41話「ゆかいなぼうし」）、土井美加（56話「かぶれたー！」）、亀井芳子／アニー・ムモロー
女性博士。博物館のソーラーパネルを取り付けた。
ドロシー（Dorothy）
声 - 斉藤貴美子／グレイ・デリスル
ドアマンの妹。ハンドリーにそっくりなドキシーを飼っている。
ミック・カニック（Mick Kannick）
声 - 辻親八／デイブ・B.ミッチェル
新しくできた自動車整備工場の整備士。
ローレライ（Lorelei）
声 - 細野雅世／クリスティーナ・プチェッリ
マルコの友達。
ディンウッディ（Mr. Dinwoodie）
声 - 塾一久／ジェス・ハーネル
不良品が多いおもちゃ工場の社長。
コンラッド・ディティー（Mr. Conrad Ditty）
声 - 高岡瓶々／デイブ・クーリエ
オークションの司会者。
ジューシージェイ（Juicy Jay）／ジミー（Jimmy）
声 - 室元気・境賢一（ジミー）／
ジュース屋。自分のジュースを世界で1番凄い発明だと思っているが、ジョージが彼を真似て作ったジュースに敗北した。ウェイターのジミーとして登場したこともある。
ダイアナ（Diana）
声 - 安藤瞳／
視覚障害者の女性。
チュー先生（Dr. Chu）
声 - ちふゆ／グウェンドリン・ヨー
歯科医の女性。
ダン（Dan）
声 - 竜門睦月／バンパー・ロビンソン
チュー先生の助手の黒人男性。
デューイ・フリーザム博士（Dr. Dewey Freesham）
声 - 星野充昭／フィル・ラマール
北極協会の代表。北極を地球の頂点だと思っている。大好物は母が作ってくれた雪山ベリー。
チラ・デウィンター博士（Dr. Chilla DeWinter）
声 - 細野雅世／エイプリル・ウィンチェル
南極協会の代表。北極を地球の頂点だと思っているフリーザム博士を、地図の見方によると論破する。フリーザム博士と同じく、大好物は母が作ってくれた雪山ベリー。
クラウス・クロマ博士（Dr. Claus Croma）
声 - 浦山迅／ジム・カミングス
片眼鏡をかけている。カメレオンのジェイドを動物園に迎え入れた。
レジナルド・ファーンズワース3世（Reginald D Farnsworth III）
声 - 坂東尚樹／ディー・ブラッドリー・ベイカー
地下鉄の公園駅にいるピエロ。バルーンアートはキリンしか作れない。
ブルーノ（Bruno The Magician）
声 - 岩崎ひろし／チャーリー・シュラッター
マンションに引っ越してきたマジシャン。4匹のウサギを飼っている。
パティ（Patty）
声 - 冠野智美／ニカ・フッターマン
ペットサロンを経営している。
キャプテン・ソルト（Captain Salt）
声 - 亀井芳子／エリカ・ラトレル
シーグラス号の船長。
パーカー（Mrs. Parkar）
声 - 磯辺万沙子／
オウムのサニーを飼っている。
パーティー・ピート（Party Pete）
声 - 板取政明／ジム・カミングス
パーティーグッズ屋の店員。
ローワン・ホーソン（Rowan Hawthorn）
声 - 高木渉／クリス・パーネル
リンゴの木を移動した。
レイチェル（Rachel）
声 - 嶋村侑／ミーガン・ウエスギ
スティーブのライバル。
ユリカ・ジョーンズ（Yurika Jonet）
声 - 千種春樹／スージー・ナカムラ
古生物学者。
ダンおじさん（Uncle Dan）
声 - 多田野曜平／ディー・ブラッドリー・ベイカー
スティーブのおじ。マーガレットおばさんの配偶者なのかは不明。
バズター・ビーズマン（Bazter Beazman）
声 - 武田幸史／ブライアン・ジョージ
通称バズ。アースデーでハチの巣を売っていた。
モーティ（Morty the Cab Driver）
声 - 遠藤純一／グレッグ・ボールドウィン
タクシー運転手。
ウー（Mr.Wu）
声 - ／ティム・ダン
リリーの父親。
リンおばさん（Aunt Ling）
声 - ／ディオンヌ・クアン
リリーのおば。
マーリーン（Marlene）
声 - 湯屋敦子／マーラ・ジュノー
ワイズマン博士の妹。
クーパー（Baby Cooper）
声 - ララ・ジル・ミラー
マーリーンの息子の赤ん坊。
エイミー
声 - 斉藤貴美子／キム・ホイットリー
ペット用品店を経営している。
アジズ先生
声 - 和優希／ノラ・ハワリ
獣医。怪我をしたニョッキを手当てした。
ベン
声 - 茶風林／ポール・エイディング
公園の鐘を毎月調整している。
レオ
声 - 高木渉／ジェームズ・アーノルド・テイラー
ズッキーニサーカス団の団員。猫アレルギー。
クレア
声 - 亀井芳子／タラ・ストロング
ズッキーニサーカス団の団員。
モリー
声 - 細野雅世／エリザベス・デイリー
ズッキーニサーカス団の団員。
バーカー（Mr.Barkar）
声 - 楠見尚己／フランク・ウェルカー
ドックトレーナーの教官。ジョージがドックショーに出場した犬をマンションまで連れ去って行方不明になった犬達をジョージのロビーで迎えられた。
市長（The Mayor）
声 - 中田賢太（59話「あした天気になあれ」）、ふくまつ進紗（89話「ポイポイアート」）、横島亘（わくわくアドベンチャー）／ロブ・ポールセン
ジョージ達が住んでいる街の市長。
コーチ（Cubbie Bears Coach）
声 - 高橋英則／ピーター・ジャクソン
マルコが所属している野球チームのコーチ。
ゾーイ
声 - 青耶木まゆ（139話「ド根性、雪だるま」）・池田朋子／シャンテル・バリー
動物園の飼育員。
ジニー
声 - 安永亜季／デビ・デリーベリー
世界記録をジニーブックに記録している。
ハーモニー
声 - 園崎未恵／ローレン・トム
テッドが参加した自己啓発セミナーの講師。
シンシア
声 - 池田朋子／アニー・ムモロ
パスタの絵をレストランに届けに来ていた。

### 田舎に住む人々
ビル（Bill）
声 - 竹内順子／アニー・ムモロ
黄色い帽子のおじさんの別荘の隣の家に住む少年で、新聞配達のバイトをしている。ジョージとは仲が良いが若干、都会コンプレックス（都会やそこに住む人に対して劣等感）があるらしい。そのため、時々「都会っ子は知らないだろうけど…」「都会っ子にしてはやるな」などとジョージに向かって見下すような発言をすることがある。家の庭に小屋があり、その中で数匹のウサギを飼っている。部屋では、ヤドカリ、トカゲ、オレンジ色の魚を飼っている。藁と羊のアレルギーがある。
アリーにダンスパーティーに誘われた際、踊れないことを理由に別の場所へ一時引っ越すことを考えていた。
レンキンス夫妻（The Renkins）
声 - 星野充昭、乃村健次（17話「信号を守ろう」、20話「ミツバチ、ブンブン」、23話「白い世界へ」、24話「花はどこへ行った」、26話「しんぶんでーす」）、青山穣（43話「ぴよぴよ橋」）／ジェフ・ベネット（夫）・片岡富枝、土井美加（43話「ぴよぴよ話」のみ）／キャス・スーシー（妻）
田舎で農場・牧場を営んでいる夫婦。力仕事もこなすためか夫婦揃って大柄な体格。農場では野菜などを育てるのはもちろん、牛やブタなどの家畜を飼っている。また、リンゴジュースを作るための施設なども持っている。奥さんは機械いじりが得意で手造りで様々な物を造ったり、ジョージが時々自転車などを壊しても簡単に修理してくれる。多忙なためか、海へは49年ぶりに来たといい、ビルが捕まえた砂ガニを大きな虫と勘違いした。夫妻以外の詳しい家族構成について、孫娘のアリー以外は不明。
アリー（Allie）
声 - 釘宮理恵／ララ・ジル・ミラー
レンキンス夫妻の孫娘。5歳。とてもおてんばな性格。幼稚園に通っている。ジョージの大親友。
クイント（Mr.Quint）
声 - 立川三貴、多田野曜平（43話「ぴよぴよ話」のみ）／ジム・カミングス
初老の男性。妻と暮らしている。詳しくは不明だが、近くの川や湖などで水質調査や生き物の生態を観察している。他にも湖で一人で小さなボートに乗って釣りをしていることが多い。男3人女2人の五つ子の長男（詳しい生まれた順番は不明)。5人とも「さかなクラッカー」が大好き。
クイント夫人（Mrs. Quint）
声 - 宮寺智子／キャス・スーシー
初老の女性。ミミズレースが大好きで、クネリーと言うミミズを育てている。
フリント（Flint Quint）
声 - 安原義人（14話「駅長さんは大忙し」、21話「ビックリパーティー」）、多田野曜平/フランク・ウェルカー
クイントの弟。駅長として勤務している。
ウィント（Wint Quint）
声 - 辻親八／ジェフ・ベネット
クイントの弟。巡査として勤務している。
スプリント（Sprint Quint）
声 - 雨蘭咲木子／アニー・ムモロ
クイントの妹。過去にオリンピックで金メダルを3個獲得している。ジョギングが趣味で、洗車場を経営している。
ミント（Mint Quint）
声 - 朴璐美（21話「ビックリ・パーティー」）、合田絵利（第6シーズン以降）／キャス・スーシー
クイントの妹。このアニメの中の国のお札を印刷している（日本で言う造幣局のような所に勤務）。
ヴィッキーとヴィニー（Vicki and Vinnie）
声 - 吉田聖子・たなか久美（ビッキー）、森谷里美・千種春樹（ビニー）／
わかば隊員の黒人の姉弟。家はウール工場。
カーラ（Cara）
声 - 福圓美里／
車椅子に生まれつき乗っている少女。ビルの新聞配達の新しいマネージャー。
ルークとエイダ（Luke and Ada）
声 - 高橋英則・島津耕介（196話「カビカビはえろ!」）（ルーク）、細野雅世・大木理紗（第10シーズン以降）（エイダ）／
雑貨屋を経営している。
ゴールド先生（Mrs.Gould）
声 - 三浦綾乃／カリ・ウォールグレン
幼稚園の先生。
ハル（Ranger Hall）
声 - 一馬芳和／ジェフ・ベネット
森林警備隊員。崖から落ちたテッドとビルを助けた。
ビーマン（Ms.Beeman）
声 - 山像かおり／キャス・スーシー
蜂駆除業者。
カッター（Mr.Cutter）
声 - 斎藤志郎／フレッド・タタショア
剪定業者。
ウルフ（Mr.Wolf）
声 - 佐々木健／フレッド・タタショア
動物管理局員。クマが40年ぶりに出たことに驚いていた。
キホーテ（Mr.Quixote）
声 - 高瀬右光／ロブ・ポールセン
パン屋。
ローザ（Rosa）
声 - 佐古真弓／マーナ・ヴェラスコ
修理屋。
ボブ（Bob）
声 - 乃村健次／デイブ・フェノイ
床屋。
グリッグス
声 - 佐久田脩／フィル・ラマール
天文学者。
シャーリー（Shirley）
声 - 亀井芳子／
バスの運転手。
グリーンビーン博士（Dr. Greenbean）
声 - 青山譲／?
植木博士。植物園で木の剪定をしていた。
ジェリー（Jerry）
声 - 山本兼平／マット・カミンスキー
カントリーバンドのギタリスト。テッドの友人。
ユースタス（Eustus）
声 - 雨蘭咲木子／
テッドの友人のオレンジ農家。
フィリップ（Philip）
声 - 赤坂柾之／クリスチャン・ランツ
作業員の男性。ローラー車にルーシーと言う名前を付けている。
フレッド（Fred）
声 - 蓮岳大／フィル・モリス
作業員の黒人男性。
キーレン（Kieren）
声 - 池田朋子／ステファニー・レメリン
作業員の女性。
フローラ（Flora）
声 - 亀井芳子／ローレン・トム
レンキンス夫人の友人。野菜の苗を売っている。
ジェシー
声 - 金城大和／ジェフ・ベネット
病院で入院している子供たちに読み聞かせをしている。
カルフーン
声 - 茶風林／ジェフ・ベネット
ホリネズミ駆除業者。ブドウ畑を荒らしていたホリネズミを捕獲しようとしたが、ジョージが家の庭に避難させたことによって失敗に終わる。
サマーソルト先生
声 - 細野雅世／カリ・ウォールグレン
コミュニティセンターで体操教室を運営している。
デルガド
声 - 梶雅人／カルロス・アラズラキ
家具屋。ハーバート・ネニンジャーとカオナシの写真を所有している。怖い物が苦手。
ゴーズ・グレゴリー
声 - 後藤ヒロキ／カルロス・アラズラキ
レンキンスのライバル。ジャンボカボチャコンテストはいつも1位で、レンキンス2位であるが、この年のハロウィンでは、レンキンスが1位であった。
ローズ先生
声 - 沢田敏子／ラレイン・ニューマン
テッドが一年生の頃の元担任。好きな食べ物はロックフォールチーズ。
テッケル
声 - 辻親八／
ダックス農場の農場主。無数のダックスフンドを飼っている。娘(声 - 亀井芳子／)がいる。
ミスターP
声 - 柴本浩行／
本名はパドロウスキー。14時に昼寝をする習慣がある。
キミー
声 - 槙乃萌美／
先住民族の少女。エイダの友人。
バーグ夫妻
声 - ／バンパー・ロビンソン（夫）、アニー・ムモロ（妻）
ボウリング場のスタッフ。
ジャニス
声 -
わかば隊の隊員。
ルーシーとチャーリー
声 - なし
ボウリング場のベンチに座っていた子供。
トーストン
声 - なし
凍った湖で釣りをしていた。

### その他の場所に住む人々
タムおじさん
声 - 佐々木睦（44話「ナイスショット!」）・牛山茂（第10シーズン以降）／ニック・ジェイムソン
スコットランドの城に住んでいるテッドの親戚。城に住んでいる。
ジョン・アッタホルネ
声 - 落合弘治／マイケル・ホース
砂漠に住んでいる。職業は医者で、患者への薬として砂絵を描いている。苗字のアッタホルネは、彼らの言葉で、邪魔すると言う意味。
シルビアおばさん（Great Aunt Sylvia）
声 - 一柳みる／キャロル・バーネット
テッドの親戚。ジョージにホイールローダーのおもちゃをプレゼントした。
ペペ・エル・ロコ
声 - 内田直哉／
世界的に有名なピエロ。
ハッサンおじさん
声 - 遠藤純一／ジョン・カーサー
テッドの親戚で、モルディブ在住。朝の日課はヨガ。
岡野さん
声 - 上田燿司／クライド・クサツ
日本人。雪祭りの責任者。
ユキ
声 - 小林沙苗／ジュリア・カトウ
オカノさんの姪。
セイジ
声 - 町屋圭祐／アンドリュー・キシノ
ユキの夫。
ヒデキ
声 - 中博史／クライド・クサツ
オカノさんのおじ。雪の彫刻をユキ、セイジと作っている。腕の良い職人だが、少し不器用な所がある。
クリスタル
声 - 千種春樹／
ゴーファーヒルスキー場の支配人。
カリーナ
声 - 甲斐田裕子・笠井静夏（歌）／
ワイズマン博士の友人。北極に住んでいる。
ジョン
声 - 石原慎一／ジム・カミングス
ニューオーリンズ在住。パレードのフロートのジョンジュニアの上でピアノを弾いているミュージシャン。
イネス
声 - 林真里花
テッドの友人。自然センターを運営していて、絶滅危惧種のクロアシイタチを飼育している。
シク
声 - 千種春樹／トレイシー・イフェアチョア
赤ちゃんゾウ保護センターの責任者。
ワジイ
声 - 横島亘／ヤフェシ・ムソケ
赤ちゃんゾウ保護センターのヘリコプター操縦士。
バジル
声 - マンモス西尾／
ミステリー映画の主人公。名探偵。
オンヒズトーズ
声 -
バジルの助手。几帳面かつ、綺麗好きで、汚れを見逃さない。
グッディ・トゥーシューズ
声 -
本を無くし、バジルを呼んだ。
フェルナンドとフェリシア
声 - ふくまつ進紗（フェルナンド）、佐藤しのぶ（フェリシア）
アボカドを育てているフラビオ農場を経営している夫婦。
アンナ（Anna）
声 - 鳳芳野／クリス・アンソニー・ランズダウン
灯台守の中年女性。
ベイリー・バーチー
声 - 鶏冠井美智子
オーストラリアのツアーガイド。
ミンディー
声 - 棟方真梨子／
ベイリー・バーチーの娘。
エヴァン・マクドナルド
声 - なし
ネス湖にいつも潜っているダイバー。
シャーロット・マクドナー（Charlotte MacDonough）
声 - 宮寺智子／ジェーン・カーティン
スコットランドの谷側に住んでいる老年の女性。
ジョアナ
声 - 岩崎宏美／クリジア・バホス
写真家。ジャングルでナマケモノを探している。
マクスプレッツィ先生
声 - 多田野曜平／
ハンサム病院と言う医療ドラマに登場する医者。
アカマイ教授
声 - 細野雅世／クリスティーナ・アナパウ
カシコイ教授とハワイの植物の研究をしている。
カシコイ教授
声 - 亀井芳子／ステファニー・シェー
アカマイ教授とハワイの植物の研究をしている。
レイラニ
声 - 濱口綾乃／G.K.ボウズ
ジョージとハンドリーをカヌーでホテルのビーチまで連れて行った。
アルフォンソ・ディミトリー
声 - なし
世界一長いスパゲッティを作った。写真のみ登場。
アイザック・ニュートン
声 - 蓮池龍三／?
ベンジャミン・フランクリン
声 - 立川三貴／?
マリー・キュリー
声 - 定岡小百合／?
アルベルト・アインシュタイン
声 - 小島敏彦／?

### 動物たち
このアニメには、ジョージ以外にもいくつかの動物が出てくる。動物たちの声はジョージと同じく原語版流用である。

#### 街に暮らす動物たち
ハンドリー（Hundley）
声 - レックス・ラング
ダックスフントのオス。ジョージたちが暮らすマンションで番犬（通称ロビー犬）として1階のエレベーター前でいつも見張っている（ジョージが脚を骨折してから、完治する間はジョージの介護をしていた事がある）。お客さんの忘れ物などを見つけたら知らせるなど、職務に勤しんでいる。
真面目な性格で自分の仕事に誇りを持っており、ドアマンからも信頼されている。ジョージについては「また何か面倒なことを起こすんじゃないか」と若干煙たがっている。
首輪を排水溝に落として鼻を突っ込んでいた際、迷い犬などを一時保護するセンターに連れて行かれたが、ジョージに助けられ、一時はジョージを信頼した。
「餌の量は丁度カップ1杯」など決まったやり方でないと嫌がる、拘りの強い性格でもある。また猫アレルギーでもある。
好きな番組はプードルがおめかしをする番組で、101のチャンネルでやっている。
彼がドアマンと過ごしてきた期間は、3年7ヶ月と15日。
チャーキー（Charkie）
声 - ロブ・ポールセン
コッカー・スパニエルのメス。人懐こく、遊ぶのが大好き。スティーブ曰く「脱走の名人、いや名犬だ」。いつも元気だが、とても落ち着きがなくジョージも手を焼くほど。
ニョッキ（Gnocchi）
声 - デビ・デリーベリー（第1シーズン〜第4シーズン「ニャンたらスパゲッティ」）、ディー・ブラッドリー・ベイカー（第4シーズン以降「ニャンやワンや」）
ピスゲッティさんが飼っているメス猫。ジョージよりも若干幼いらしく、物を引っ掻いたり、泥棒をしたりするなどでトラブルを起こしており、危険を認識出来ていないと思われる。周りの心配もよそに高いところや狭いところなどに興味があれば、それほど怖がらずに行くことがあるため、少々危なっかしい。
コンパス（Compass）
声 - ロブ・ポールセン
ジョージたちが暮らすマンションの屋上で飼われている鳩。飼い主はドアマン。ジョージの部屋のベランダや工事現場、博物館など都会のあちこちに出没するあたり、行動範囲は割と広く、自由に飛び回っているが、周りが思う方向には飛べない。なお、ジョージの事をサルとは分かっていない様子。
ドキシー
声 - レックス・ラング
ドアマンの妹のドロシーが飼っている犬。ハンドリーそっくりのダックスフントだが、性格はチャーキーそっくり。
ブレイズ（Blaze）
声 - ロブ・ポールセン／レックス・ラング
消防署のマスコット犬。すぐにどこかへ行ってしまい、動物シェルターで違う動物の友達と仲良くなる事も。
スパーキー（Sparky）
声 - ロブ・ポールセン
ブレイズの友達の犬。
ラッキー（Lucky）
声 - デビ・デリーベリー、エリザベス・デイリー
ワイズマン博士が飼っている子猫。
エルシー
声 -
リディアが飼っている猫。
ベンジーとウィリー
声 - フランク・ウェルカー
ズーベルが飼っているネズミ。
ブルーノ
声 - リノ・ロマノ
ズーベルがが飼っているヘビ。
ジェフリー
声 - なし
ズーベルが飼っているスカンク。
サニー
声 - ジム・カミングス
パーカーさんが飼っているオウム。
スーバーム
声 - ロブ・ポールセン
ゾウの画家。
ジェイド
カメレオン。ジャングルで迷子になっていたところを保護された。
ゴライアス
声 - ディー・ブラッドリー・ベイカー
マンションに引っ越してきた大型犬。

#### 田舎に暮らす動物たち
ジャンピー（Jumpy Squirrel）
声 - ジム・カミングス
黄色い帽子のおじさんの別荘のそばにある木の辺りに住み着いているリス。動きがすばしっこく食いしん坊で、普段は木の実などを食べている。小鳥にエサをあげようとしたジョージと、そのエサを食べようとするジャンピーとでエサを巡って知恵くらべによる攻防をしたことがある。
ビルのうさぎたち（Bill's Bunnies）
声 - フランク・ウェルカー
ビルが飼っているうさぎの親子。母さんうさぎと7匹の子うさぎで、母さんウサギの名前はモー、子うさぎの名前はそれぞれファジー、ホワイティ、ブラウニー、スポッティ、ブラックイヤー、コットンテール、ハーバート・ネニンジャー。
ダンプリング
声 -
カモ。
ドッティ
声 -
シカ。
ベシー
声 -
牛。カーラのおじのブラウンが飼っている。

#### レンキンス農場の動物
ボー
声 -
牧羊犬。
ハミルトン（Hamilton）
声 - ロブ・ポールセン
子ブタ。一緒に生まれた子ブタの中で体が一番小さい。ジョージが世話をした。
ハウイー
声 -
ブタ。ジョージとアリーのおかげで、コンテストで優勝した。
マイク
声 - フランク・ウェルカー
ブタ。雪の日に遭難したことがある。
サリー
声 -
ブタ。歯が欠けた。
オスカー
声 -
ブタ。イケメンブタコンテストで優勝した。
パール
声 -
ブタ。ハミルトンの母親。
レスリー
声 - ジェフ・ベネット
牛。
ユリシス
声 -
雄牛。
トレイシー
声 - ジム・カミングス
ニワトリ。泥に濡れたヒヨコたちを池に連れ戻し、全員洗おうとしたが、末っ子のヒヨコのアル以外は5匹逃げてしまい、その後は自分で渡ろうとしたがパニックになってしまい、末っ子のアルだけが枝のある島のような道を見つけて渡ろうとするが、またもやパニック。この後はジョージがヒヨコたちのためにトランプとマシュマロと爪楊枝で作った橋で無事6匹を渡してくれた。
アル
末っ子のヒヨコ。
ジャガー
声 - ロブ・ポールセン
オンドリ。
クララ
声 - キャス・スーシー
ニワトリ。
ガーティー
声 -
ヤギ。
ブランチ
声 - ロブ・ポールセン
ヤギ。都会に行ったことがある。
スージーとサミー
声 -
子ヤギ。
ナニーとスケープ
声 -
子ヤギ。
バーバルー
声 -
子ヒツジ。
マレー
声 -
ラバ。

#### その他の動物たち
3匹のニホンザル
声 -
とても利口だが、その分トラブルメーカー。
ピッコロ・ポルキーノ
声 - なし
ピスゲッティがイタリアに住んでいた頃に飼っていたブタ。
ジュノーとスーカ
声 -
カリーナが飼っているアラスカン・ハスキー。

### その他
トゥーツと細菌ガールズ（Toots And The Germettes）
声 - 石原慎一／ケビン・マイケル・リチャードソン
ジョージの夢の中ではあるが、風邪をひいた時にジョージや黄色いぼうしのおじさんの体内に存在する細菌。トゥーツはギターを弾いて歌い、細菌ガールズはコーラスをする。ジョージとは今まで2回対峙していて、いつもこの夢の時にはジョージは小さくなっていて、何故かニョッキも小さくなって登場している。ジョージたちはベッドに置いてあったおもちゃの宇宙船で体内に侵入して彼らを退治しようとする。
一回目にジョージたちと出会うのはジョージの体内である。ジョージを見つけるとトゥーツは簡単な自己紹介をするが、ジョージたちが彼らを追い出そうとしていることを知ると逃走。最終的に鼻に行き着くと、ジョージは鼻をくすぐってくしゃみを起こさせ、トゥーツたちは鼻の外へ放り出されてしまう。
2回目に出会うのはテッドの体内である。今度はトゥーツたち自ら体の外へ逃走し、テッドのお見舞いに来たワイズマン博士の体内に侵入しようとするが、機転を利かせたジョージがワイズマン博士に手を洗わせるように仕向け、その時手の上にいたトゥーツたちは洗い流されてしまう。
他にも何種類か細菌かと思われる者たちがいて、これらはトゥーツたちの歌を客として聞いていた。
ベッカ、レベッカ、トライベッカ（Beckah、Rebecca、Tribeca）
声 - 織部ゆかり（レベッカ）／エリザベス・デイリー（ベッカ）、クリー・サマー（レベッカ）、デビ・デリーベリー（トライベッカ）
バクテリアの3姉妹。ジョージの口の中で歯についた食べカスを漁っていた。
ヨーボー
声 - 多田野曜平／フランク・ウェルカー
ロボットのおもちゃ。
フェイルセーフ
声 - 岩崎ひろし／ロブ・ポールセン
グリッグスさんの家の望遠鏡に搭載されているAI。
ドリッピー
声 - 潘めぐみ／
水滴のキャラクター。

## 制作

### 演技・キャスティング（日本語版）
日本語版のナレーターは主題歌の歌唱者でもある岩崎良美が担当している。本作は鮮やかな黄色が使われていることから、ディレクターからもできるだけ華やかな声を出すよう指示を受けたと岩崎はニュースサイト「fumufumu news」とのインタビューの中で明らかにしている。たとえば、「ニンジンだーいすき！ 」[インタビューでは“ニンジン、大好き”]という回の場合、「ニンジンが嫌いな子どもにも、大好きという思いが届くようにしてほしい」という指示が出された。

## 反響

### 評価
NPO法人「フローレンス」代表の駒崎弘樹は性別の固定観念にとらわれない作品の例として本作を挙げており、どの登場人物も職業と性別がステレオタイプに陥らないよう、徹底した多様性への配慮が行き届いていると評価している。

### 受賞
| 年   | 賞                                 | 部門                                                                | 結果       | 出典    |
| ---- | ---------------------------------- | ------------------------------------------------------------------- | ---------- | ------- |
| 2007 | 第34回デイタイム・エミー賞         | Outstanding Children's Animated Program                             | ノミネート | [ 117 ] |
| 2008 | 第35回デイタイム・エミー賞         | Outstanding Children's Animated Program                             | 受賞       | [ 117 ] |
| 2008 | 第35回デイタイム・エミー賞         | Outstanding Writing in Animation                                    | ノミネート | [ 117 ] |
| 2008 | 第35回デイタイム・エミー賞         | Outstanding Sound Editing - Live Action and Animation               | ノミネート | [ 117 ] |
| 2008 | 第24回TCA Awards                   | Outstanding Achievement in Children's Programming                   | ノミネート | [ 117 ] |
| 2008 | OFTA Television Award              | Best Children's Program                                             | ノミネート | [ 117 ] |
| 2009 | 第36回デイタイム・エミー賞         | Outstanding Children's Animated Program                             | ノミネート | [ 117 ] |
| 2009 | 第36回デイタイム・エミー賞         | Outstanding Directing in an Animated Program                        | ノミネート | [ 117 ] |
| 2010 | 第37回デイタイム・エミー賞         | Outstanding Children's Animated Program                             | 受賞       | [ 117 ] |
| 2011 | 第38回デイタイム・エミー賞         | Outstanding Children's Animated Program                             | ノミネート | [ 117 ] |
| 2012 | 第39回デイタイム・エミー賞         | Outstanding Music Direction and Composition                         | ノミネート | [ 117 ] |
| 2012 | 第39回デイタイム・エミー賞         | Outstanding Children's Animated Program                             | ノミネート | [ 117 ] |
| 2013 | BTVA Voice Acting Award            | Best Performance in a Narrating Role（リノ・ロマノ）                | ノミネート | [ 117 ] |
| 2013 | BTVA Television Voice Acting Award | Best Vocal Ensemble in a Television Series - Children's/Educational | ノミネート | [ 117 ] |
| 2014 | 第41回デイタイム・エミー賞         | Outstanding Directing in an Animated Program                        | ノミネート | [ 117 ] |
| 2014 | 第41回デイタイム・エミー賞         | Outstanding Pre-School Children's Animated Program                  | ノミネート | [ 117 ] |

## 劇場版

### 映画作品一覧
| 日本語版タイトル                                | 英語版タイトル                        | 公開日          | 日本公開日     |
| ----------------------------------------------- | ------------------------------------- | --------------- | -------------- |
| おさるのジョージ                                | Curious George                        | 2006年02月10日  | 2006年07月22日 |
| おさるのジョージ2/ゆかいな大冒険!               | Curious George 2: Follow That Monkey! | 2009年07月010日 | 2010年11月03日 |
| おさるのジョージ3/ジャングルへ帰ろう            | Curious George 3: Back to the Jungle  | 2015年08月17日  | 2016年07月22日 |
| おさるのジョージ4/王子でござーる!               | Curious George: Royal Monkey          | 2019年09月10日  | 2020年06月03日 |
| おさるのジョージ5/めざせカウボーイ              | Curious George: Go West, Go Wild      | 2020年09月08日  | 2021年03月03日 |
| おさるのジョージ6/いざ出航!キャプテン・ジョージ | Curious George: Cape Ahoy             | 2021年09月30日  | 2022年03月25日 |

『おさるのジョージ』…基本設定は同じものの、細かい部分は大きくアレンジされている。原作ではジョージの振る舞いを、黄色い帽子のおじさんがフォローしていたが、この映画では博物館の学芸員のテッド（黄色い帽子のおじさん）の駄目人間としての振る舞いを、ジョージがフォローする形式になっている。劇中年度も公開時に再設定され、携帯電話や立体映像が話に組み込まれているが、一方でジョージが凧や風船やロケットに乗るなど、かつての絵本からのオマージュも組み込まれている。また、基本は手描きだが、無生物の部分にはCGもかなり使用している。

### 登場人物
キャラクター名の表記は、左側は日本語名で右側のカッコ内は英語名。声優の表記は、左側は日本語吹替で右側は原語。
ジョージ（Curious George）
声 - フランク・ウェルカー（原語版流用）
テッド（Ted Shackleford）
声 - 山寺宏一（劇場版1、2）／原康義（劇場版3、4、5、6）／ウィル・フェレル（劇場版1）／ジェフ・ベネット（劇場版2、3、4、5、6）
黄色い帽子のおじさん。
アイヴァン（Ivan）
声 - 斎藤志郎／エド・オロス